# Piotrków Trybunalski
Piotrków Trybunalski – miasto na prawach powiatu w centralnej Polsce, w województwie łódzkim.
Piotrków był miastem królewskim w starostwie piotrkowskim w powiecie piotrkowskim województwa sieradzkiego w końcu XVI wieku. Dopełnienie nazwy o przymiotnik Trybunalski nastąpiło po II wojnie światowej.
W latach 1975–1998 miasto było stolicą województwa piotrkowskiego.
Według danych GUS z 31 grudnia 2023 r., Piotrków Trybunalski liczył 66 519 mieszkańców i był pod względem liczby ludności drugim (po Łodzi) miastem w województwie łódzkim, a także 50. spośród najludniejszych miast w Polsce.

## Toponimia
Nazwa miasta notowana jest od XIII wieku jako Piotrków i Pietrków, od XIV wieku spotyka się także Piotrkowo. Pochodzi ona od imienia Piotr, zdrobnionego do Piotrek, w języku staropolskim także Pietrek. Drugi człon nazwy, Trybunalski, wywodzi się od faktu, że w mieście urzędował trybunał koronny.
Nazwa Piotrkowa w innych językach brzmi: język rosyjski – dziś Пётркув-Трыбунальски, za czasów Królestwa Polskiego – Петроковъ; jid. ‏פּעטריקעװ‎ Petrikew; niem. Petrikau.

## Położenie
Miasto położone jest w południowo-wschodniej części województwa łódzkiego na Równinie Piotrkowskiej nad rzeką Strawą. Piotrków Trybunalski leży w historycznej ziemi sieradzkiej.
Odległy o 53 km na południowy wschód od Łodzi, 136 km na południowy zachód od Warszawy i 160 km na północny wschód od Katowic.
Według danych z 31 grudnia 2018 powierzchnia miasta wynosiła 67,3 km².
Według danych z 2002 powierzchnia miasta to 67,3 km², co stanowi 0,4% powierzchni całego województwa łódzkiego. Struktura powierzchni miasta:
- użytki rolne 52%
- użytki leśne 21%.

Przez Piotrków przepływają cieki wodne: Strawa, Strawka, Śrutowy Dołek, Wierzejka. Na terenie miasta znajduje się także sztuczny zbiornik wodny Bugaj.

## Historia
- VIII w. – pierwsze osady

Najstarsza panorama Piotrkowa z 1657

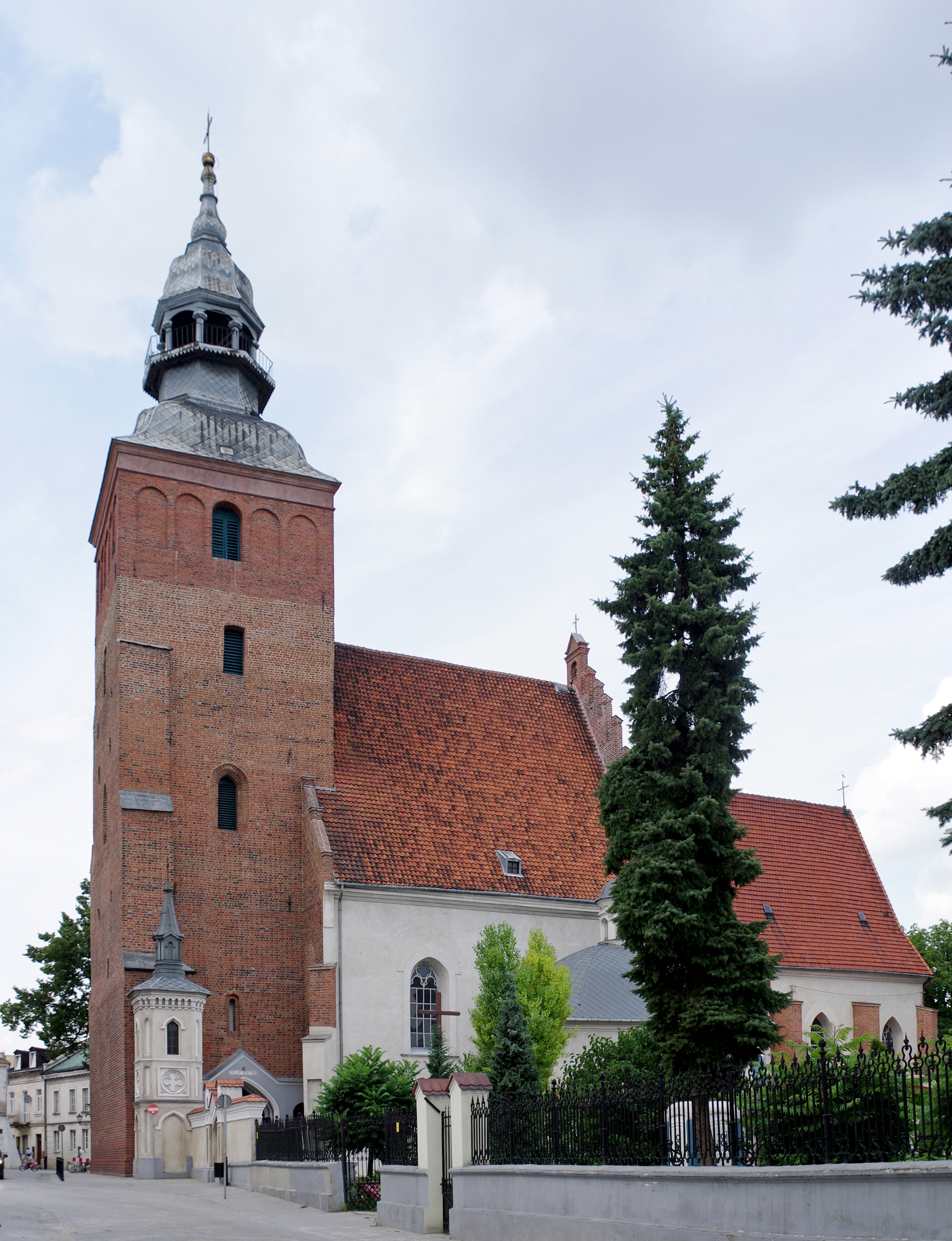
Bazylika św. Jakuba Apostoła

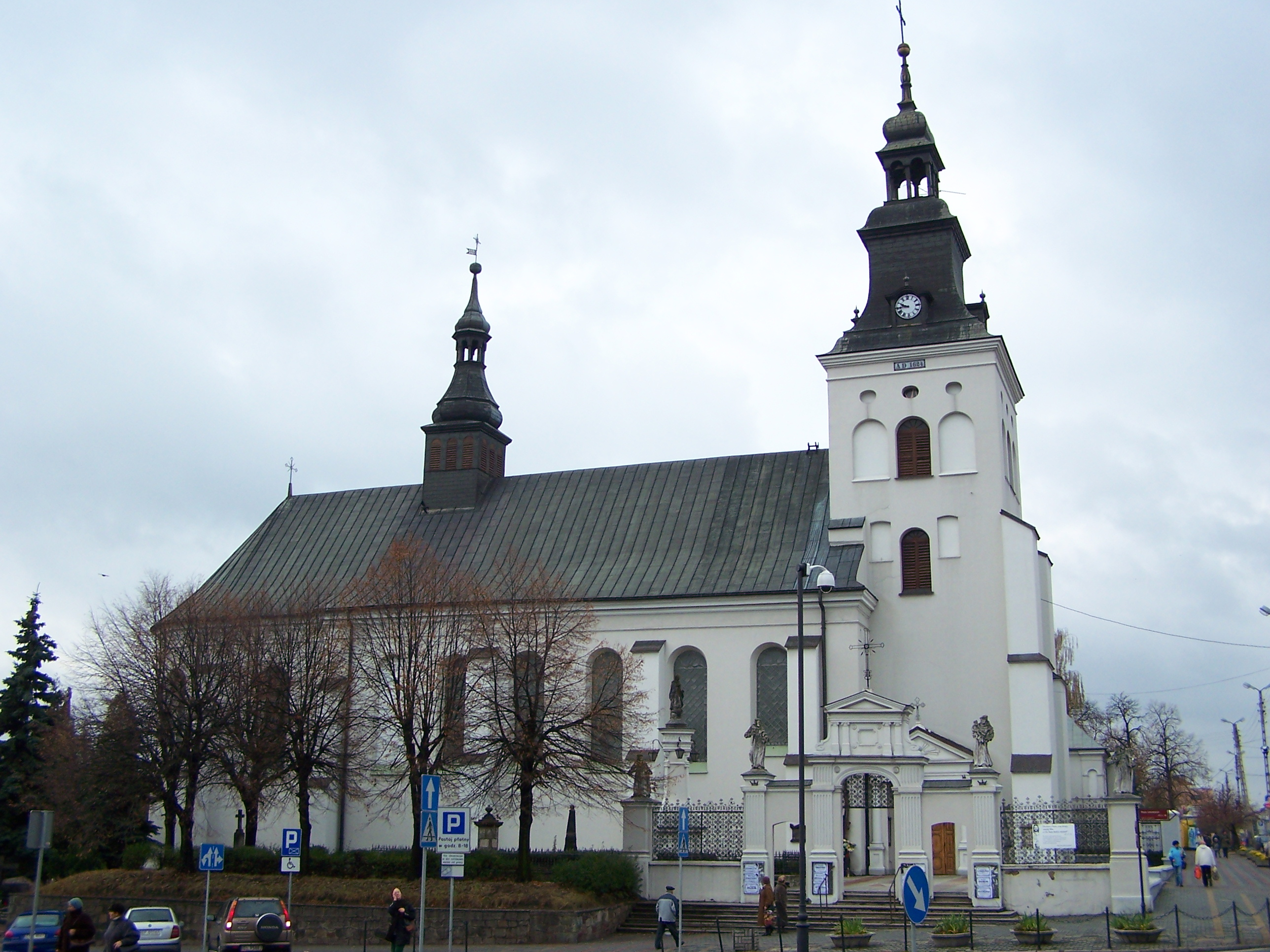
Kościół i klasztor o.o. bernardynów przy pl. Kościuszki

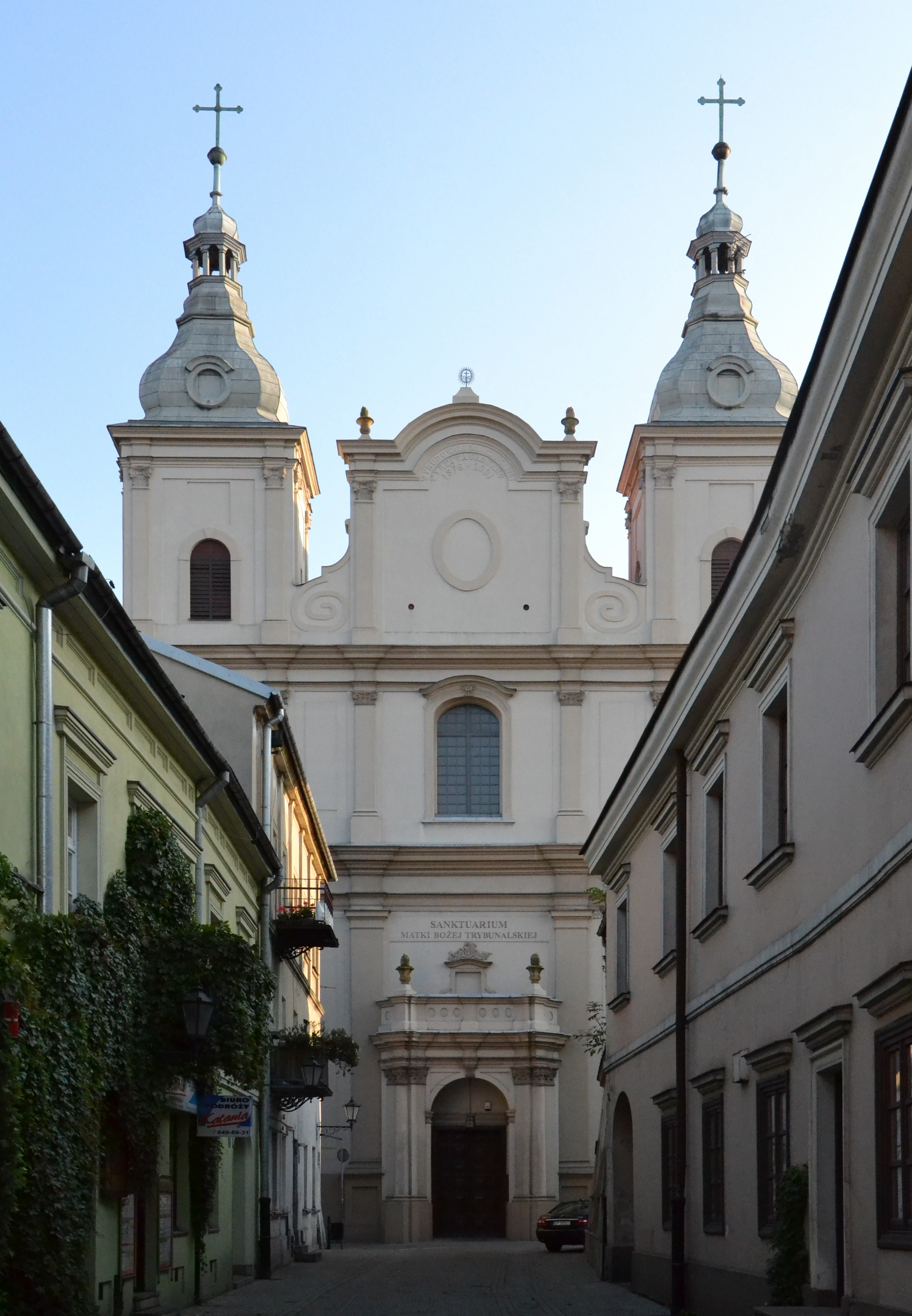
Kościół jezuitów, fasada

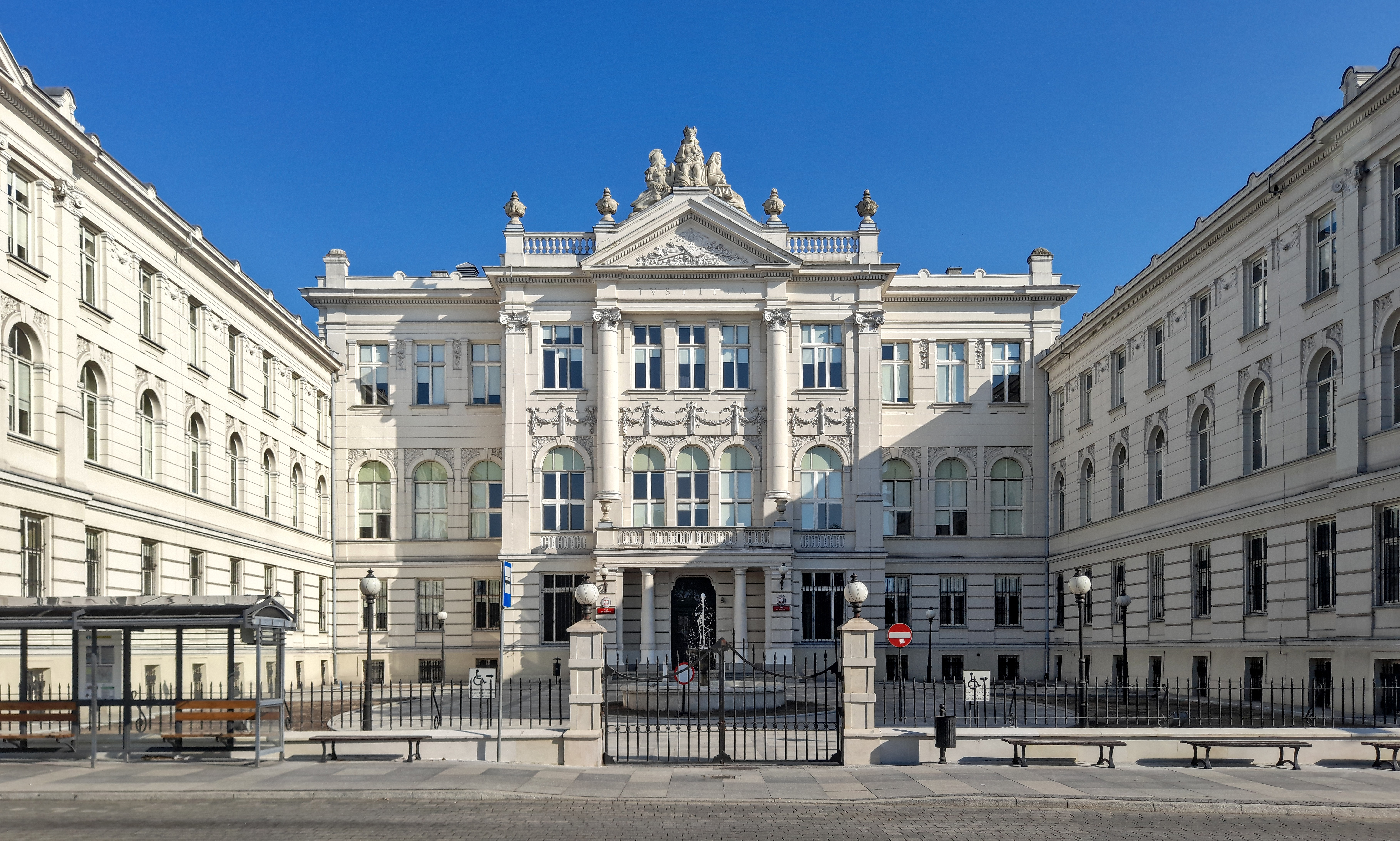
Budynek sądu w Piotrkowie

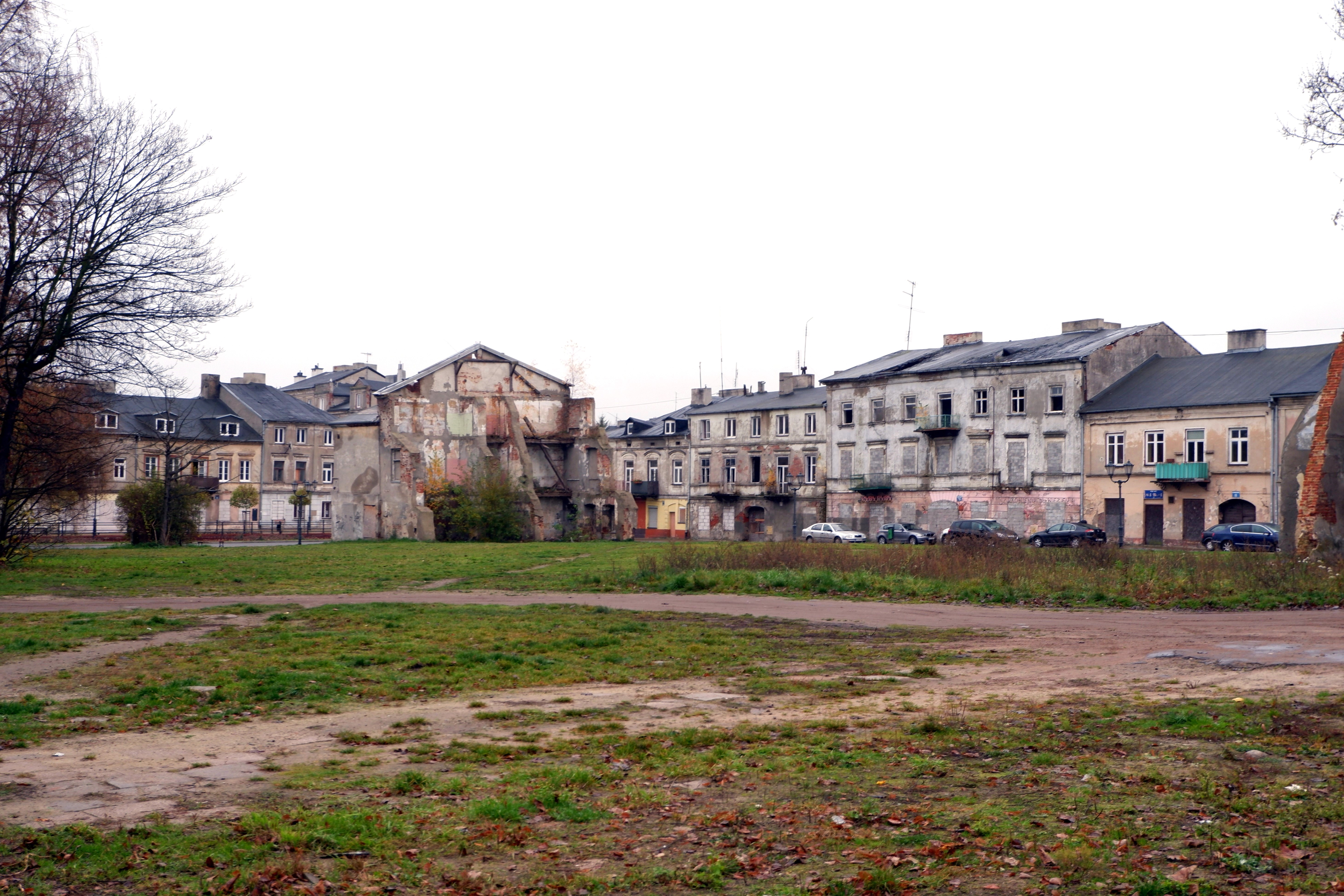
Podzamcze – miejsce po wyburzonych kamienicach w rejonie ulicy Starowarszawskiej

- 1217 – pierwsza pisemna wzmianka o Piotrkowie (dokument Leszka Białego dla opactwa cystersów w Sulejowie)[20]
- XIII w. – Piotrków rozwinął się w znaczną i ludną osadę, gdzie władcy księstw łęczyckiego i sieradzkiego zwoływali zjazdy rycerskie i odbywali sądy, w czasach, gdy władca był najwyższym sędzią swoich poddanych[21]
- 1262 – włączenie Piotrkowa do księstwa sieradzkiego
- 1290–1300 – Piotrków otrzymuje prawa miejskie (wskazanie dokładnej daty jest niemożliwe, ponieważ dokumenty spłonęły)
- 1313 – Władysław Łokietek określa Piotrków jako miasto
- 1346–1347 – spisano statuty piotrkowskie
- od końca XIV w. Piotrków był siedzibą sądów szlacheckich: ziemskiego i grodzkiego[22]
- 1404 – odnowienie praw miejskich przez Władysława Jagiełłę
- 1442–1628 – miejsce odbywania synodów prowincji gnieźnieńskiej
- 1467 – ratyfikacja pokoju toruńskiego
- 1468 – pierwszy sejm walny Królestwa Polskiego w Piotrkowie
- 1 grudnia 1469 – na sejmie wielki mistrz Henryk Reuss von Plauen złożył hołd lenny Kazimierzowi IV Jagiellończykowi
- 20 listopada 1470 – na sejmie wielki mistrz Henryk VII Reffle von Richtenberg złożył hołd lenny Kazimierzowi IV Jagiellończykowi
- 1492 – Elekcja Jana Olbrachta w Piotrkowie
- 1493 – pierwszy sejm w Piotrkowie z wydzieloną szlachecką izbą poselską i senatem – data przyjmowana jako początek parlamentaryzmu polskiego
- XV/XVI w. – miejsce zjazdów generalnych i prowincjonalnych oraz sejmów walnych
- 22 marca 1565 – dysputa teologiczna o dogmacie o Trójcy Świętej pomiędzy Janem Firlejem a braćmi polskimi, którzy jednak dogmatu tego nie uznali. Od tego momentu datuje się narastający konflikt kalwińsko-ariański.
- 1578 – utworzenie Trybunału Koronnego dla Wielkopolski
- 1578 – nadanie przez króla Stefana Batorego przywilejów handlowych i wydanie zgody na wybudowanie łaźni w Piotrkowie[23]
- 1655 i 1657 – zajęcie miasta przez wojska szwedzkie (potop szwedzki)
- 1702 – ponowne zajęcie miasta przez wojska szwedzkie (III wojna północna)
- 1793 – II rozbiór Polski, włączenie Piotrkowa do zaboru pruskiego, tzw. Prusy Południowe
- 1807 – włączenie Piotrkowa do Księstwa Warszawskiego (departament kaliski)
- 1815 – włączenie Piotrkowa do Królestwa Polskiego pod zaborem rosyjskim (województwo kaliskie, od 1837 gubernia kaliska)
- 2 września 1846 – odjazd pierwszego pociągu Kolei Warszawsko-Wiedeńskiej z dworca piotrkowskiego
- 13 stycznia 1867 – utworzenie guberni piotrkowskiej, obejmującej m.in. Łódź, Częstochowę i Zagłębie Dąbrowskie
- 5 stycznia 1873 – rozpoczęcie wydawania „Tygodnia”
- 1 lutego 1905 – początek strajku szkolnego
- 1914 – w pierwszych miesiącach I wojny światowej Piotrków kilkakrotnie opanowywały wojska niemieckie i ponownie rosyjskie, ostatecznie zajęty w grudniu przez wojska austriackie
- 1915 – umiejscowienie w Piotrkowie siedziby Departamentu Wojskowego Naczelnego Komitetu Narodowego, największy w historii rozwój piotrkowskiego ośrodka wydawniczo-prasowego
- 2–5 listopada 1918 – rozbrojenie okupantów austriackich
- 2 sierpnia 1919 – włączenie Piotrkowa do województwa łódzkiego
- 1932 – wielki strajk okupacyjny w hucie „Hortensja”. Przez 39 dni robotnicy stawiają opór policji[24]
- 1939:
  - 2–4 września – nieustanne bombardowania miasta. Zniszczono około 200 budynków mieszkalnych i użyteczności publicznej
  - 5 września – Bitwa pod Piotrkowem Trybunalskim i zajęcie miasta przez Wehrmacht, początek okupacji hitlerowskiej
  - (według różnych źródeł: 30 września, 5 lub 8 października) – utworzenie pierwszego getta żydowskiego w okupowanej Europie
  - 26 października – włączenie Piotrkowa do Generalnego Gubernatorstwa
- sierpień–grudzień 1941 – w domu przy ul. Przyszłej 11 działa tajna radiostacja grupy dywersyjno-wywiadowczej zrzuconej z terenów ZSRR (pod dowództwem kpt. Mikołaja Arciszewskiego „Michała”)[25]
- 14–29 października 1942 – likwidacja getta piotrkowskiego (ok. 20 tys. Żydów wywieziono do obozu zagłady w Treblince, 3500 pozostało w tzw. „małym getcie”, zlikwidowanym w 1944)
- 1 października 1944 – grupa dywersyjna 3 Brygady Armii Ludowej im. gen. Bema pod dowództwem ppor. Nazarewicza wysadza w powietrze na ul. Wolborskiej stację transformatorową[26].
- 18 stycznia 1945 – w ramach ofensywy styczniowej wojska Armii Czerwonej wkraczają do Piotrkowa Trybunalskiego i przy znacznym oporze ze strony wojsk niemieckich przerywają trwającą od 1939 okupację niemiecką. W zdobyciu Piotrkowa uczestniczą: 6 Gwardyjski Korpus Pancerny z 3 Gwardyjskiej Armii Pancernej oraz wojska 4 Gwardyjskiej Armii Pancernej oraz 13 Armii, należących do 1 Frontu Ukraińskiego[27] i Wojska Polskiego.
- zdobycie Piotrkowa uczczono w Moskwie 20 salwami z 224 dział[28]
- Piotrków siedzibą istniejącej do 1953 wiejskiej gminy Uszczyn
- 11 czerwca 1967 – Rada Państwa nadaje miastu, w roku 750-lecia jego istnienia, Order Sztandaru Pracy I klasy za „zasługi w rewolucyjnym ruchu robotniczym i w walce z hitlerowskim okupantem oraz w uznaniu wkładu w budownictwo socjalistyczne”[28]
- 1973–1977 – Piotrków siedzibą gminy wiejskiej Piotrków Trybunalski
- 1 czerwca 1975 – utworzenie województwa piotrkowskiego
- 9 września 1979 – Dożynki Centralne z udziałem I sekretarza KC PZPR Edwarda Gierka. Rozbudowa miasta m.in. stadionu i amfiteatru miejskiego oraz budowa węzła na Gierkówce
- 1981:
  - IV Śmigłowcowe Mistrzostwa Świata
  - utworzenie Wydziału Zamiejscowego Wyższej Szkoły Pedagogicznej w Kielcach
- 1985 – pierwsze w Polsce mistrzostwa breakdance
- 1997 – przekształcenie Wydziału Zamiejscowego WSP w Filię WSP (od 2000 filia Akademii Świętokrzyskiej, od 2008 filia Uniwersytetu Humanistyczno-Przyrodniczego Jana Kochanowskiego w Kielcach)
- 1 stycznia 1999 – likwidacja województwa piotrkowskiego, ponowne wejście Piotrkowa w skład województwa łódzkiego
- 2004 – utworzenie Zamiejscowego Ośrodka Dydaktycznego Uniwersytetu Medycznego w Łodzi (likwidacja w 2009 roku)
- 2017:
  - uroczystości 800-lecia miasta.
  - 24–25 marca – Dni Przyjaźni Polsko-Węgierskiej z udziałem Prezydentów Polski i Węgier.
- 1 czerwca 2023 – przekształcenie filii UJK w Kielcach w samodzielną uczelnię – Akademię Piotrkowską

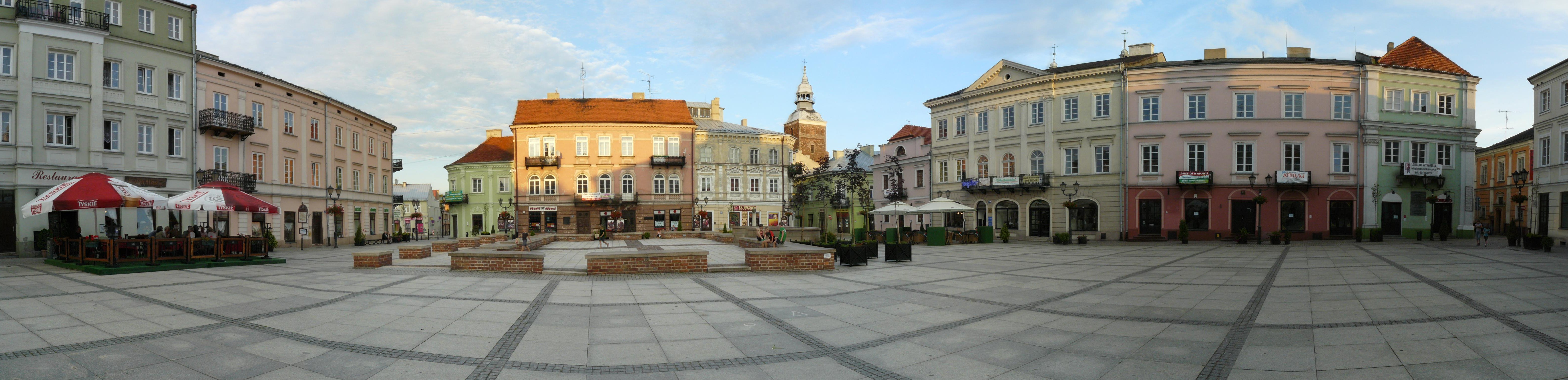
Panorama Rynku na Starym Mieście

### Historia Żydów w Piotrkowie

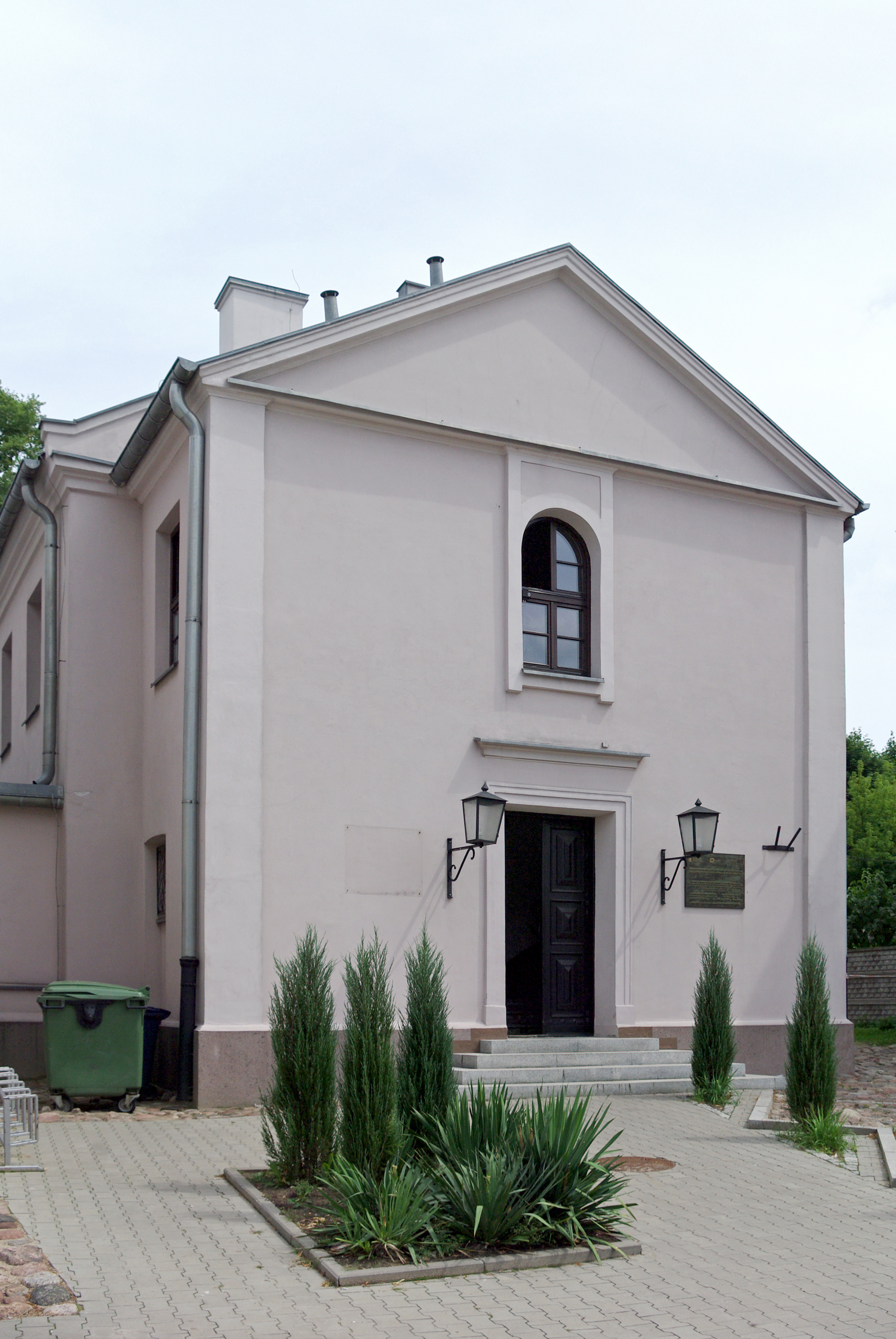
Mała Synagoga (1775 r.)

Miasto posiadało zakaz osiedlania się Żydów – przywilej de non tolerandis Judaeis. Dopiero w XVI w. ludność żydowska zamieszkała w okolicach Piotrkowa zaczęła przybywać na targi i jarmarki. W 1657 wojska Stefana Czarnieckiego dokonały krwawego pogromu Żydów w Piotrkowie. W 1679 król Jan III Sobieski zezwolił na założenie kahału, synagogi, kirkutu, mykwy, rzeźni i sklepów. Piotrków Trybunalski był jednym z najważniejszych w Polsce żydowskich ośrodków wydawniczo-drukarskich.
W październiku 1939 Niemcy utworzyli tu pierwsze getto na ziemiach polskich. Uwięzili w nim ok. 25 tys. osób z Piotrkowa i okolic. W dniach 15–21 października 1942 ok. 22 tys. osób wywieźli do obozu zagłady w Treblince.
- Wielka Synagoga,
- Mała Synagoga,
- Stara Synagoga.

| Rok  | Żydzi     | Nie-Żydzi | Odsetek Żydów |
| ---- | --------- | --------- | ------------- |
| 1765 | 780       |           |               |
| 1810 | 1592      | 2076      | 43%           |
| 1820 | 1999      | 2131      | 48%           |
| 1858 | 4272      | 5973      | 42%           |
| 1871 | 5706      | 8973      | 39%           |
| 1897 | 9543      | 21639     | 31%           |
| 1921 | 11630     | 29362     | 28%           |
| 1939 | 10641     | 40653     | 21%           |
| 1941 | ok. 25000 |           |               |
| 1945 | 133       | 45848     | 0%            |

## Klimat
| Miesiąc | I     | II    | III   | IV    | V     | VI    | VII   | VIII  | IX    | X     | XI    | XII   |
| --- | ----- | ----- | ----- | ----- | ----- | ----- | ----- | ----- | ----- | ----- | ----- | ----- |
| Najwyższa temperatura dzienna (°C)                                                                                         | +11,2 | +5,1  | +12,7 | +21,1 | +25,3 | +28,9 | +32,1 | +30,8 | +23,9 | +23,0 | +10,6 | +7,9  |
| Najniższa temperatura dzienna (°C)                                                                                         | –31,2 | –13,2 | –6,4  | –3,9  | +1,8  | +1,8  | +8,0  | +5,6  | +2,1  | –3,2  | –2,9  | –10,0 |
| Źródło: Typowe lata meteorologiczne i statystyczne dane klimatyczne dla obszaru Polski do obliczeń energetycznych budynków |       |       |       |       |       |       |       |       |       |       |       |       |

## Demografia
Dane z 31 grudnia 2023:
| Opis      | Ogółem | Ogółem | Kobiety | Kobiety | Mężczyźni | Mężczyźni |
| --------- | ------ | ------ | ------- | ------- | --------- | --------- |
| Jednostka | osób   | %      | osób    | %       | osób      | %         |
| Populacja | 66 519 | 100    | 35 417  | 53,24   | 31 102    | 46,76     |

Wykres liczby ludności Piotrkowa Trybunalskiego od 1921r.
Największą liczbę ludności Piotrków Trybunalski odnotował w 1999 - według danych GUS 81 639 mieszkańców.
Piramida wieku mieszkańców Piotrkowa Trybunalskiego w 2014 roku.

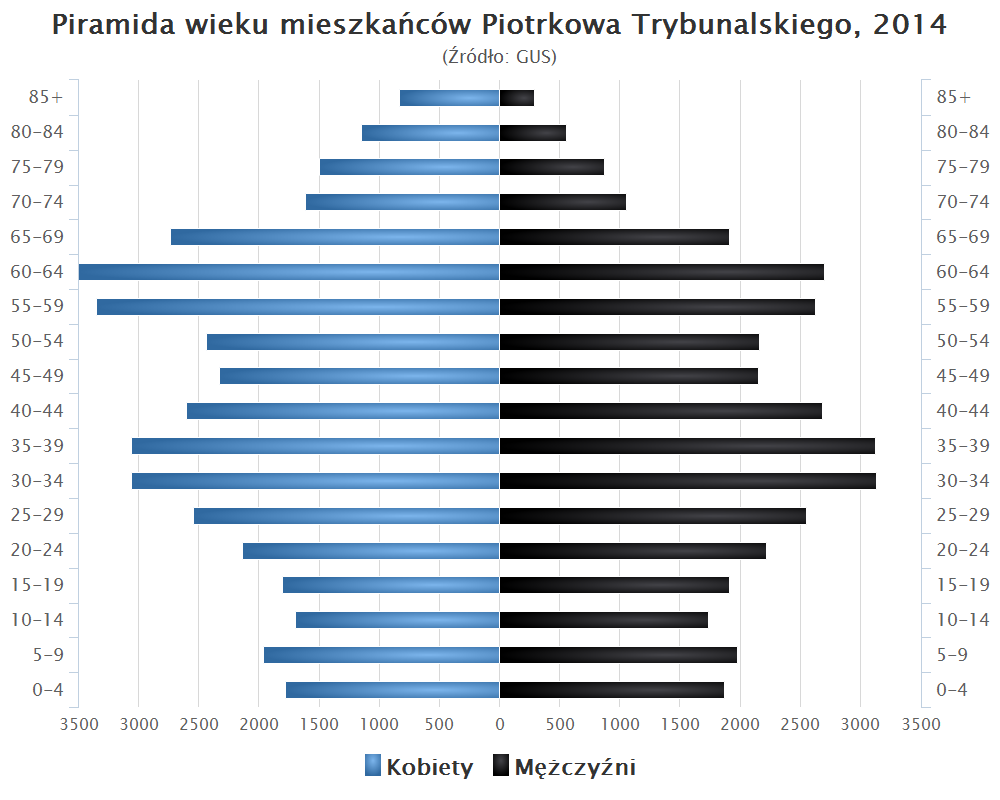

### Wskaźniki ekonomiczne
Średni dochód na jednego mieszkańca dla Piotrkowa Trybunalskiego wynosi 4150 zł brutto.
Według danych z 2018 stopa bezrobocia w mieście wynosiła 5,5%.

## Podział na osiedla
W Piotrkowie Trybunalskim nazwa „osiedle” ma dwa znaczenia: Tradycyjne – istniejące osiedla, oraz administracyjne – jednostki pomocnicze gminy (odpowiednik dzielnic w większych miastach lub sołectw w gminach)
W niektórych przypadkach nazwy pokrywają się: np. Wierzeje.
Zgodnie z uchwałami Rady Miasta w Piotrkowie funkcjonuje czternaście jednostek pomocniczych:
- Osiedle „Centrum” (wcześniej „Starówka”[35]),
- Osiedle „Piastowskie”,
- Osiedle „Armii Krajowej”,
- Osiedle „Południe”,
- Osiedle „Wronia”,
- Osiedle „Leśna”,
- Osiedle „Słowackiego Północ”,
- Osiedle „Wierzeje”,
- Osiedle „Wyzwolenia”,
- Osiedle „Przyszłość”,
- Osiedle „Belzacka”,
- Osiedle „Łódzka-Wysoka-Sadowa”,
- Osiedle „Krakowskie Przedmieście-Sulejowska”,
- Osiedle „Szczekanica”[36].

Panorama północnej części Piotrkowa Trybunalskiego

| - 800-lecia Miasta Piotrkowa Trybunalskiego - Krakowskie Przedmieście - Piastowskie - Południe - Wiślana - Sulejowska - Wierzeje - Osiedle Jeziorna - Leśna - Wyzwolenia | - Stare Miasto (Śródmieście) - Mickiewicza - Dąbrowskiego - Wysoka-Łódzka - Pawłowska - Sadowa: - Sadowa I - Sadowa II - Źródlana - Górna | - Belzacka - Armii Krajowej - Szczekanica - Bugaj - Jagiellońskie - Przyszłość - Słowackiego Północ - Targowa - Wronia - Żwirki |

System TERYT wyróżnia następujące integralne części miasta: Belzatka, Budki, Bugaj, Byki, Byki-Kolonia, Daszówka, Dymacz, Karolinów, Kleszcz, Krakówka, Meszcze, Michałów, Moryca, Pawłówka, Raków, Raków Mały, Szczekanica, Świerczów, Twardosławice, Wierzeje.

## Gospodarka

### Przemysł

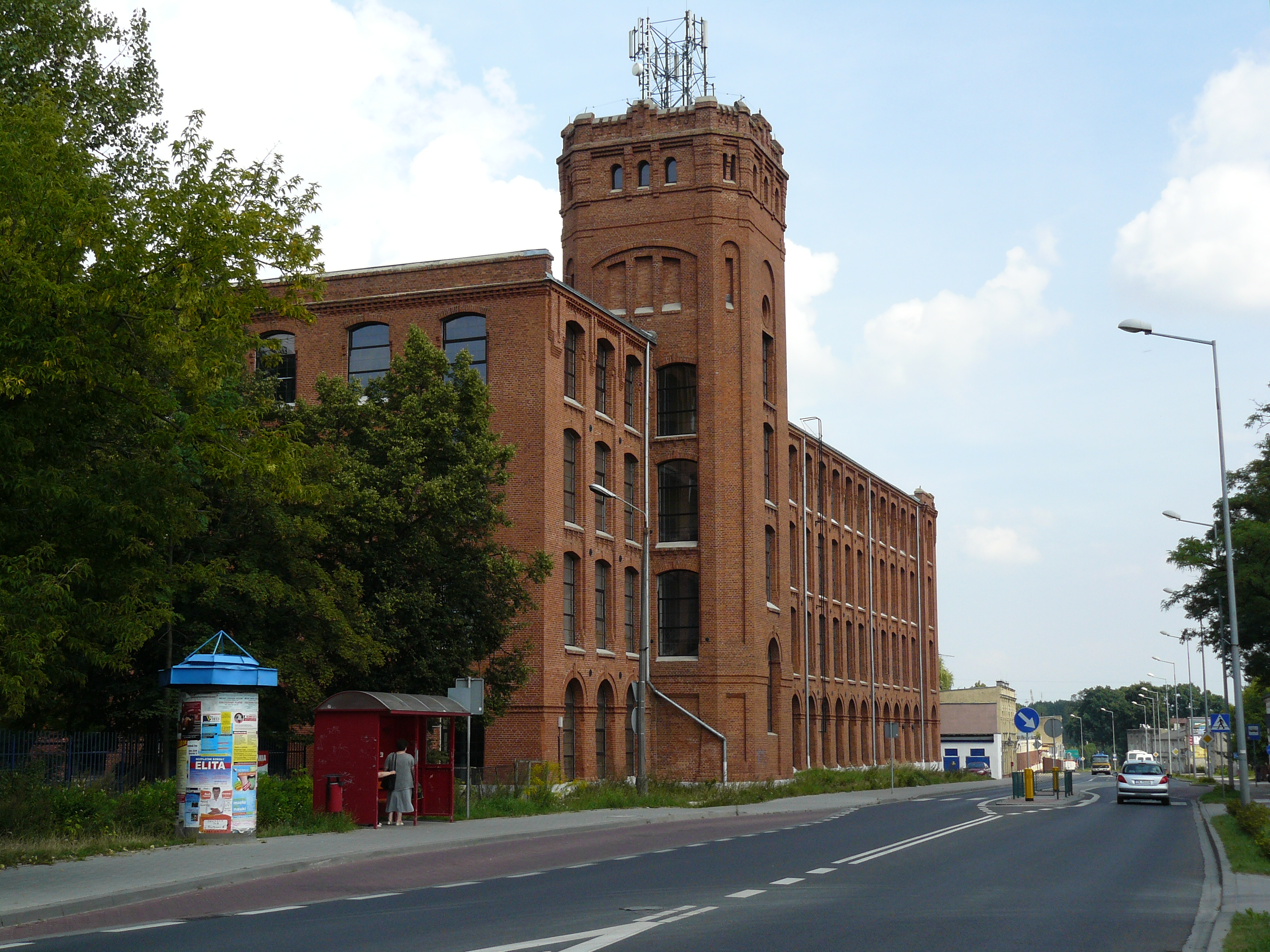
Budynek dawnej Piotrkowskiej Manufaktury przy ulicy Sulejowskiej

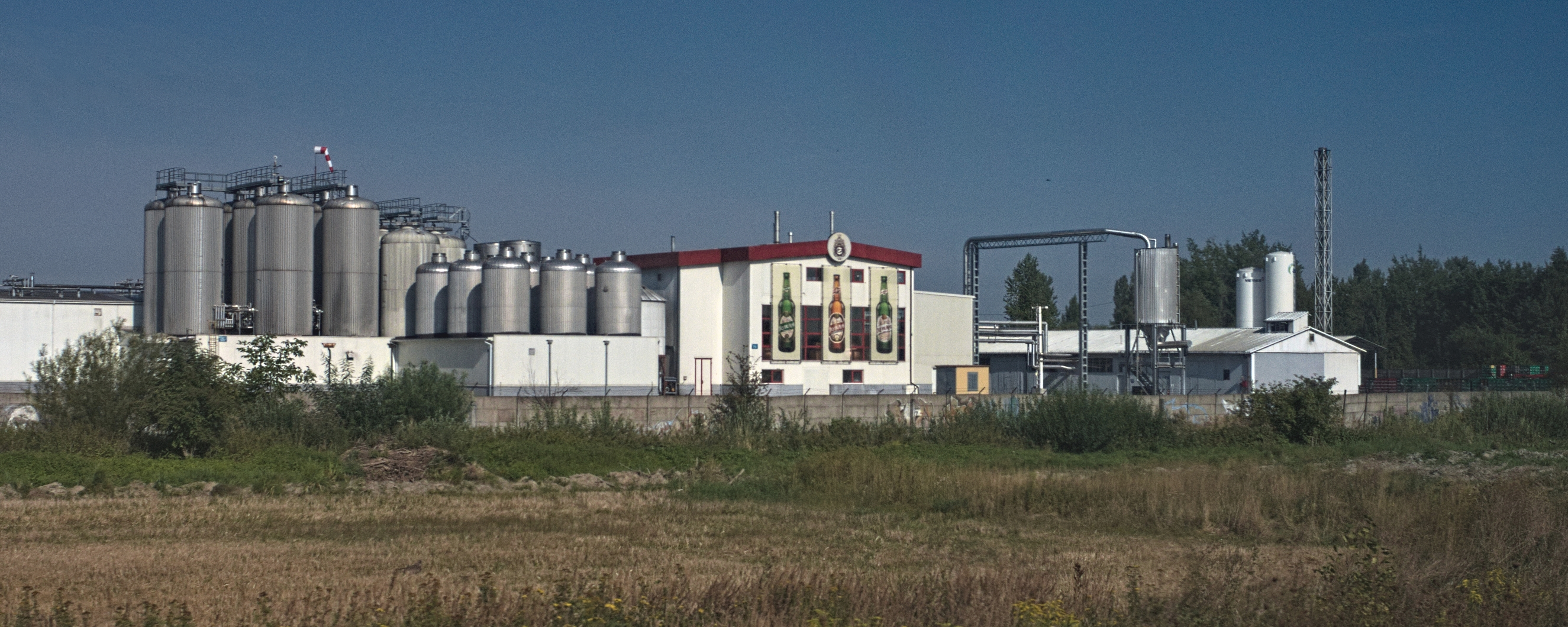
Browar Piotrków (2019)

Od XIX w. ośrodek przemysłu, m.in. szklarskiego (huty „Kara”, „Hortensja”, „Feniks”), włókienniczego (Piotrkowska Manufaktura – potem Zakłady Przemysłu Dziewiarskiego „Sigmatex”), maszynowego (Fabryka Maszyn Górniczych „Pioma” – obecnie „Famur”, Warszawskie Zakłady Mechaniczne – Polskie Zakłady Lotnicze WZM-PZL). Obecnie jedno z dwóch głównych miast Piotrkowsko-Bełchatowskiego Okręgu Przemysłowego. Piotrków to także przemysł meblowy (Piotrkowska Fabryka Mebli) oraz papierniczy – swoją siedzibę ma tutaj Emerson, potentat w produkcji papieru komputerowego. W południowej części miasta działa nowoczesny regionalny Browar Piotrków produkujący piwa różnego rodzaju. Działa tutaj także duża liczba lokalnych i regionalnych firm budowlanych czy deweloperskich. 
Na terenie miasta funkcjonowało 5 spółek prawa handlowego z udziałem Gminy: Piotrkowskie Wodociągi i Kanalizacja Sp. z o.o., ul. Przemysłowa 4 (100 % ), Miejski Zakład Komunikacyjny Sp. z o.o., ul. Krakowskie Przedmieście 73 (100 %), Towarzystwo Budownictwa Społecznego Sp. z o.o., Al. 3-go Maja 31 (100 %), Elektrociepłownia Piotrków Trybunalski Sp. z o.o. ul. Rolnicza 75 (100 %), "Piocel" Sp. z o.o., ul. Dworska 6a (50 %). 

#### Przemysł maszynowy
- FMG Pioma S.A. należąca do Grupy Famur wraz z Pioma Odlewnia sp. z o.o.
- Metzeler Automotive Profile Systems Piotrkow Sp.z.o.o.
- Häring – wytwarzająca części toczone dla takich koncernów jak Daimler AG, Bosch, Volkswagen-Audi.
- MBL – łożyska do kółek.
- Zamet Industry S.A - dostawca wielkogabarytowych konstrukcji stalowych
- Pioma-Odlewnia - producent odlewów
- SZLACHET – STAL Sendalscy Sp. k. - produkcja maszyn i urządzeń do uboju drobiu
- KOSZE.PL s.c. - Producent koszy na śmieci
- Grespania Polska Sp. z o.o. - produkcja i sprzedaży produktów ceramicznych
- Polanik – firma produkująca sprzęt lekkoatletyczny
- Szkło-Dekor - wyrób artystycznych szklanych ozdób choinkowych
- Euro-Kerze Sp. z o.o. - produkcja świec parafinowych, stearynowych, lakierowanych, woskowych

#### Przemysł włókienniczy
- Sigmatex Sp. z o.o. – producent dzianin Budynek znany jako „Piotrkowska Manufaktura” to fabryka bawełny założona w 1896. Po II wojnie światowej działała jako Zakłady Przemysłu Bawełnianego „Sigmatex”. Nieruchomość przy ul. Sulejowskiej 45 jest na sprzedaż za około 8 mln zł[39].
- Haftina - aplikacje i emblematy haftowane; usługi haftu i usługi lasera; szaty liturgiczne; sztandary i chorągwie
- Pinokio Baby Fashion Sp. z o.o. - producent odzieży dziecięcej i niemowlęcej
- Sigma Poland - Producent profesjonalnej odzieży dla ratownictwa medycznego
- PPHU "Mikas" - producent garniturów

Przemysł spożywczy
- F.H. Nowalijka - producent warzyw, sałat i dań gotowych
- Browar Rzemieślniczy Jan Olbracht
- PRPH KANDY - zakład przetwórstwa owoców oferujący półprodukty dla przemysłu spożywczego
- DUNINEX II - producent napoju Jałowiec
- DRINK ID Sp. z o.o. - oprócz piwa produkcja obejmuje wiele różnych kategorii napojów bezalkoholowych
- ARES - produkcji sterylizowanych, bogatych w mięso kiełbas i batonów dla kotów i psów

Pozostałe
- Green Eco Poland - produkcja nawozów
- Sherwin-Williams ICA - producent farb i lakierów
- Korona Lab - produkcja ozonatorów
- Dolfos - premiksy i mieszanki paszowe uzupełniające dla zwierząt
- REAC - siłowniki elektryczne, mechanizmy podnoszenia i pochylania wózków
- Emerson - jeden z największych w Europie producentów formularzy i druków specjalistycznych, takich jak zdrapki czy dokumenty utajnione.

### Handel
Znajdują się tutaj galeria rozrywkowo-handlowa Focus Mall, otwarta 13 listopada 2009, oraz Galeria „Stary Areszt”, znajdująca się w budynkach dawnego aresztu – usytuowana w okolicach starego miasta. W Piotrkowie działają trzy duże markety budowlane OBI (otwarty w 2012 roku) oraz Castorama (otwarta w 2024 roku). 31 maja 2023 roku na ulicy Sulejowskiej 49C został otwarty N-Park o powierzchni najmu 8 000 m. W mieście znajdują się hipermarkety Auchan i Kaufland. 13 sklepów oraz dwa zakłady produkujące wyroby piekarskie, ciastkarskie i garmażeryjne prowadzi w Piotrkowie Powszechna Spółdzielnia Spożywców „Społem”. 
Targowiska miejskie zlokalizowane są na ulicy Wyzwolenia, Modrzewskiego i Bawełnianej. Miejsca do handlu wyznaczono także na ulicy Targowej i Cmentarnej. Targowiska prywatne zlokalizowane na gruntach nie należących do Miasta Piotrkowa Trybunalskiego znajduje się na ulicy Dmowskiego. 

### Logistyka
Ze względu na dogodne położenie miasta, wokół miasta powstało kilka rozbudowanych centrów logistycznych.
- Centrum Dystrybucji IKEA – teren o powierzchni 47 ha, z czego 100 tys. m² pod zabudową.
- ProLogis Park Piotrków – teren o powierzchni 30 ha, 4 hale o łącznej powierzchni 83 tys. m². Najemcy: Unilever, Carrefour, Nomi, Vitakraft.
- Centrum Logistyczne „Kaufland” – teren o powierzchni 27 ha, obiekty magazynowe o powierzchni 120 tysięcy m² oraz przetwórnia mięsa i chłodnia.

Trwa realizacja dużych projektów logistycznych w Piotrkowie i jego najbliższym otoczeniu:
- Logistic City Piotrków Distribution Center – teren o powierzchni ponad 100 ha, dotychczas zrealizowano 4 hale o ogólnej powierzchni 136 tys. m², planowana powierzchnia zabudowy ponad 450 tys. m². Najemcy: M&M Logistics, PPG, Colep CCL, Erontrans, Compania de Distribucion Integral Logista, Schlecker, Jysk, Trans Południe, Kronopol.
- Poland Central – Europolis – teren położony na terenie gminy Grabica (ok. 7 km od Piotrkowa) o powierzchni 122 ha, docelowa powierzchnia magazynowa wyniesie ponad 500 tys. m². Najemcy: IKEA, Erontrans, FM Logistic, PSD, Integer.pl.
- Prologis Park Piotrków II – teren o powierzchni 25 ha, docelowo zaplanowano realizację 6 hal o ogólnej powierzchni zabudowy 125 tys. m². Najemcy: Stock Polska, Vobis.

## Transport

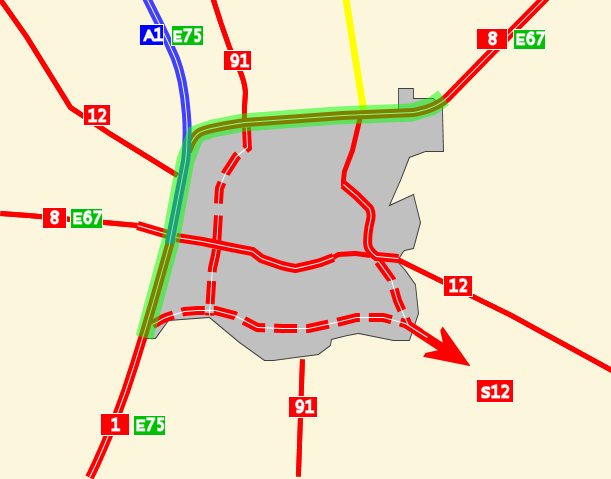
Schemat przedstawiający północno-zachodnią obwodnicę i docelowy układ komunikacyjny Piotrkowa Trybunalskiego

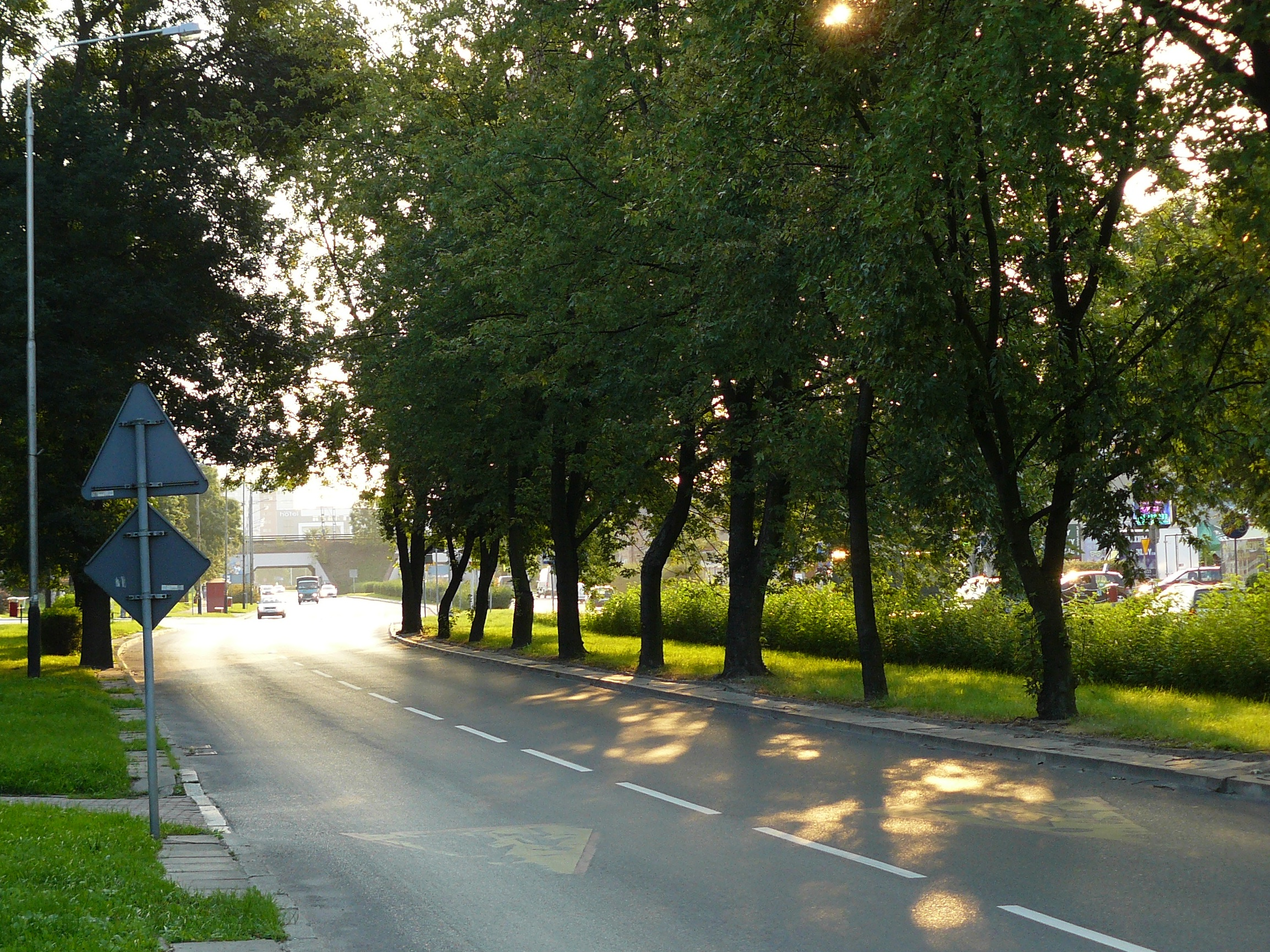
Fragment trasy W-Z

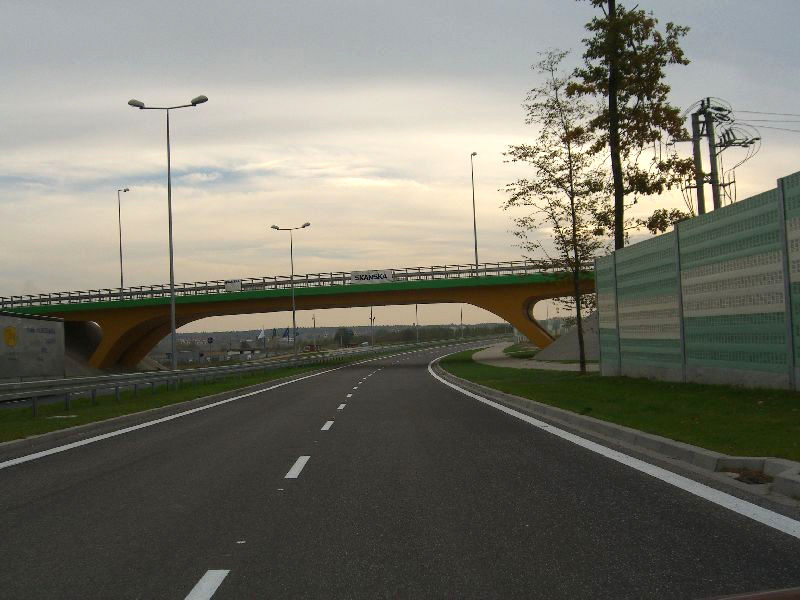
Wschodnia obwodnica Piotrkowa – ulica Miast Partnerskich

### Transport drogowy
Piotrków Trybunalski stanowi ważny węzeł komunikacyjny. Przez miasto przebiegają drogi krajowe i międzynarodowe:
- Autostrada A1 (E75) Gdańsk – Toruń – Łódź – Piotrków Trybunalski – Częstochowa – Gliwice – Gorzyczki – granica państwa
- droga ekspresowa S8 (E67) granica państwa – Kudowa-Zdrój – Wrocław – Łódź – Piotrków Trybunalski – Warszawa – Białystok – Budzisko – granica państwa
- droga krajowa nr 12 granica państwa – Łęknica – Leszno – Kalisz – Piotrków Trybunalski – Radom – Lublin – Chełm – Dorohusk – granica państwa
- droga krajowa nr 74: relacji S8 – Wieluń – Bełchatów – A1 -Piotrków Trybunalski – Kielce – Zamość – granica państwa (UA)
- droga krajowa nr 91 Gdańsk – Grudziądz – Toruń – Włocławek – Kutno – Łódź – Piotrków Trybunalski – Radomsko – Częstochowa – Koziegłowy – Podwarpie

Drogi wojewódzkie:
- 716 – Piotrków Trybunalski – Koluszki
- 473 – Piotrków Trybunalski – Łask – Koło

Miasto posiada rozbudowany system obwodnic w którego skład wchodzą obwodnice:
- północno-zachodnia
- wschodnia

W planach jest także budowa obwodnicy śródmiejskiej, mającej być w przyszłości drogą alternatywną dla płatnej autostrady A1 oraz obwodnicy południowej.

#### Transport autobusowy

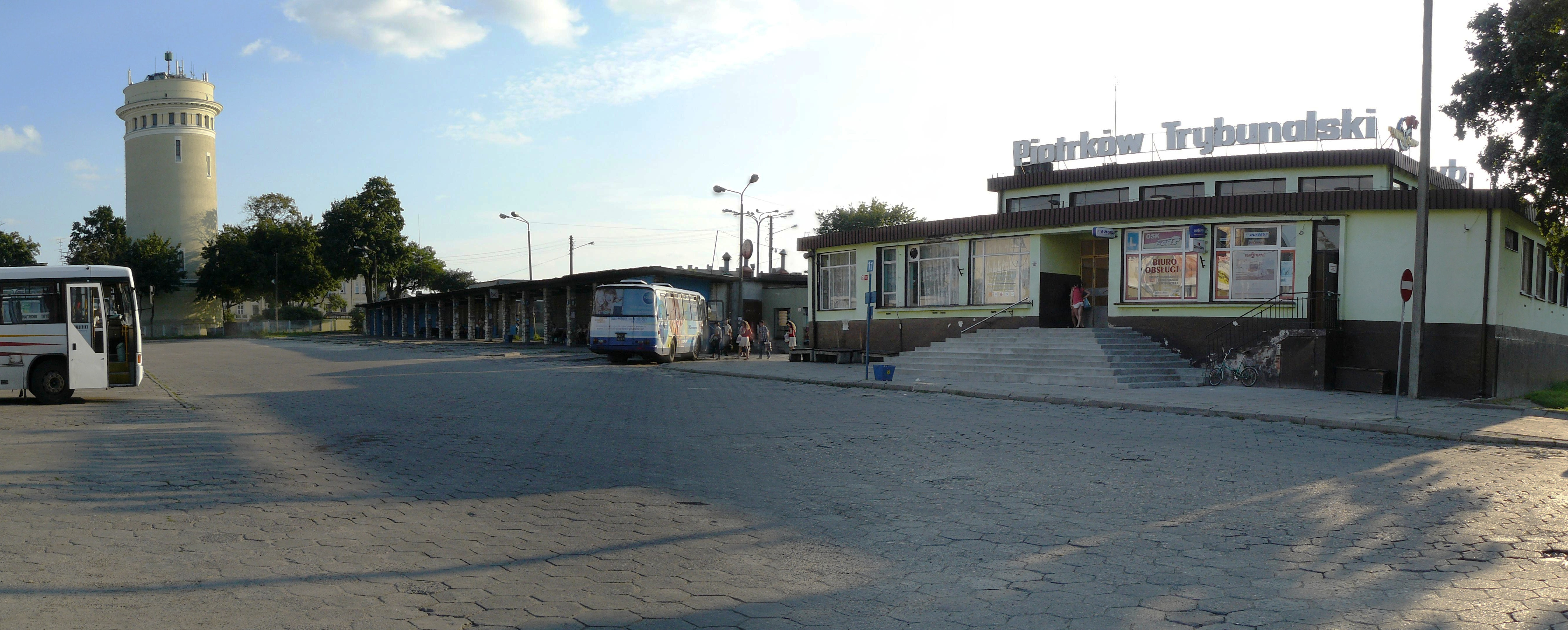
Dworzec autobusowy w Piotrkowie Trybunalskim

Ważną rolę odgrywają też zrzeszeni przewoźnicy prywatni, obsługujący linie miejskie oraz podmiejskie, w tym do Sulejowa, Bełchatowa i Tomaszowa.
W Piotrkowie Trybunalskim dworzec autobusowy znajduje się na ulicy Polskiej Organizacji Wojskowej naprzeciwko dworca kolejowego w centralnej część miasta. Do 2018 roku z dworca realizował swoje przewozy PKS Piotrków. W 2020 roku teren dworca został zakupiony przez powiat piotrkowski. Po gruntownej przebudowie, w lutym 2023 roku zostało otwarte Powiatowe Centrum Przesiadkowe Piotrków Trybunalski. Z centrum przesiadkowego w Piotrkowie Trybunalskim korzysta ok. 50 przewoźników, realizujących dziennie blisko 300 kursów na terenie powiatu piotrkowskiego, województwa łódzkiego oraz całego kraju, a także wykonywających przewozy międzynarodowe. W ciągu doby z dworca korzysta od 4 do 6 tys. podróżnych.

#### Komunikacja miejska
W Piotrkowie Trybunalskim istnieje komunikacja autobusowa, obsługiwana przez MZK Piotrków Trybunalski, oraz przez przewoźników prywatnych.
W 2017 roku MZK Piotrków Trybunalski obsługiwało 11 linii autobusowych (numery „0” – „10”) i dysponowało 40 autobusami marki MAN oraz Solaris:
- Solaris Urbino 12 – 18 szt.
- MAN Lions City – 5 szt.
- MAN A 21 – 17 szt.

Dodatkowo w Piotrkowie Trybunalskim funkcjonują linie przewoźników prywatnych.

### Transport kolejowy

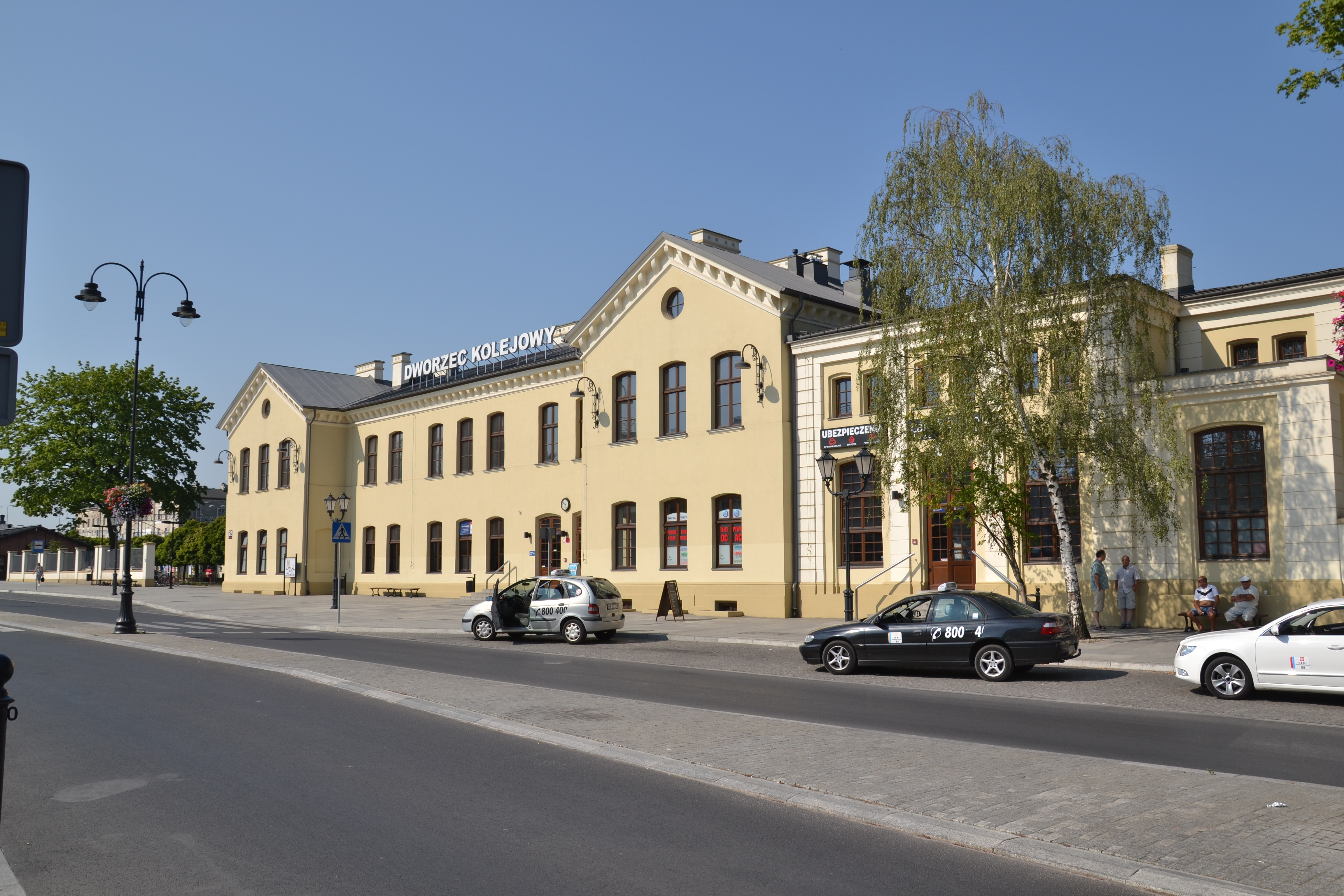
Dworzec kolejowy w Piotrkowie Trybunalskim

Przez stację Piotrków Trybunalski przechodzi linia kolejowa nr 1, wybudowana w 1846 jako Droga Żelazna Warszawsko-Wiedeńska; tutaj zaczyna się również linia kolejowa nr 24 do kopalni Bełchatów, która według pierwotnych planów miała być częścią odnogi Centralnej Magistrali Kolejowej z Opoczna do Oleśnicy. Według danych Urzędu Transportu Kolejowego z 2023 rok z dworca kolejowego w Piotrkowie korzysta 3 000 pasażerów i zatrzymuje się 65 pociągów na dobę.
W latach 1902–2008 na terenie miasta zaczynała się linia Piotrkowskiej Kolei Wąskotorowej do Sulejowa; obecnie w całości zachował się jedynie teren dworca wąskotorowego.

### Transport lotniczy
W Piotrkowie Trybunalskim działa lotnisko sportowe zdolne do przyjmowania samolotów kategorii dyspozycyjnej czy taksówek powietrznych.
Najbliższym portem lotniczym jest oddalony od centrum Piotrkowa Trybunalskiego o 42 km Międzynarodowy Port Lotniczy im. Władysława Reymonta w Łodzi.
Ponadto miasto jest oddalone o około 133 km od Portu lotniczego Warszawa Okęcie i około 137 km od Portu Lotniczego Katowice-Pyrzowice.
W 2008 przy Samodzielnym Szpitalu Wojewódzkim im. Mikołaja Kopernika otwarto sanitarne lądowisko.

## Turystyka

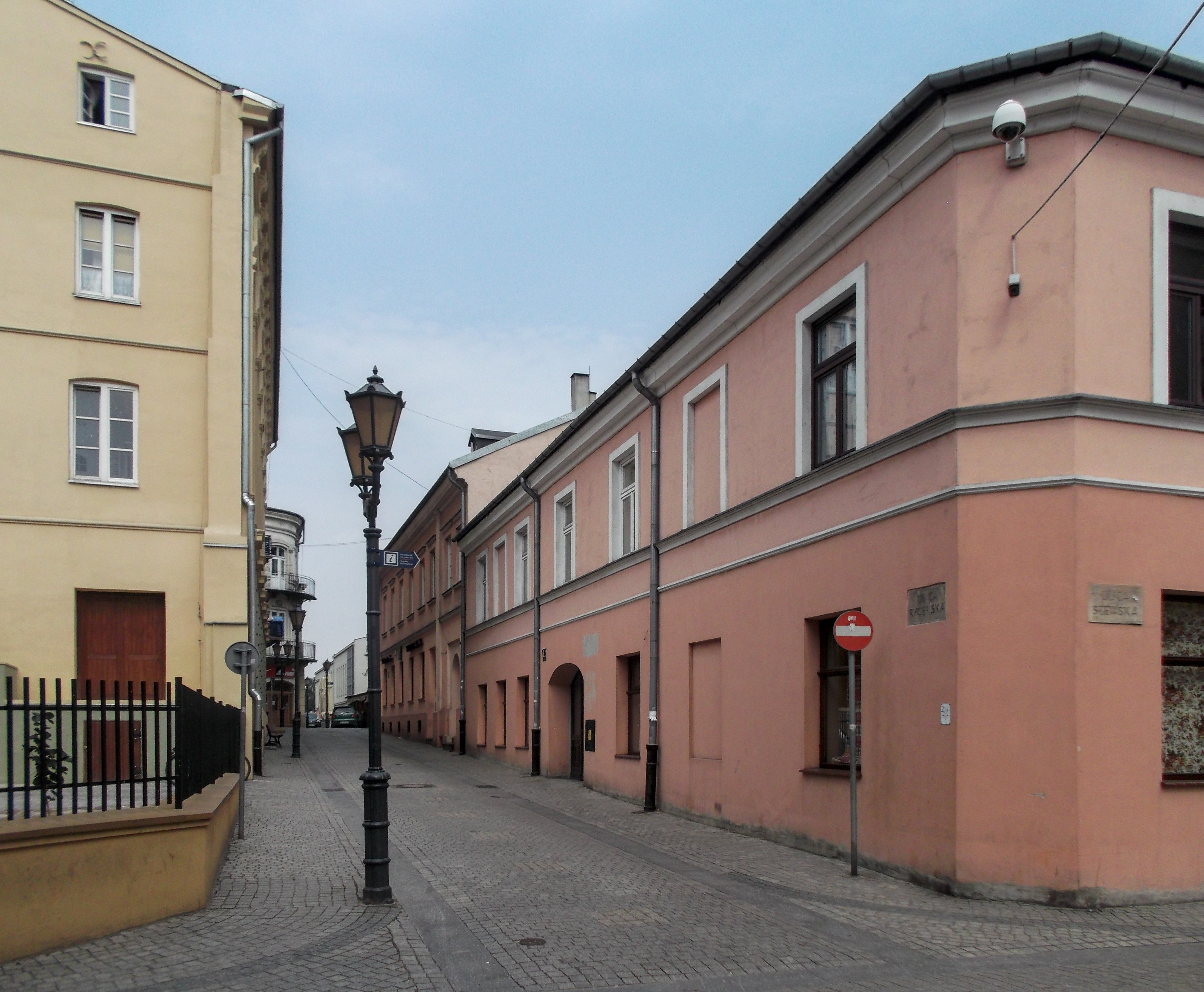
Ulica Rycerska na starym mieście

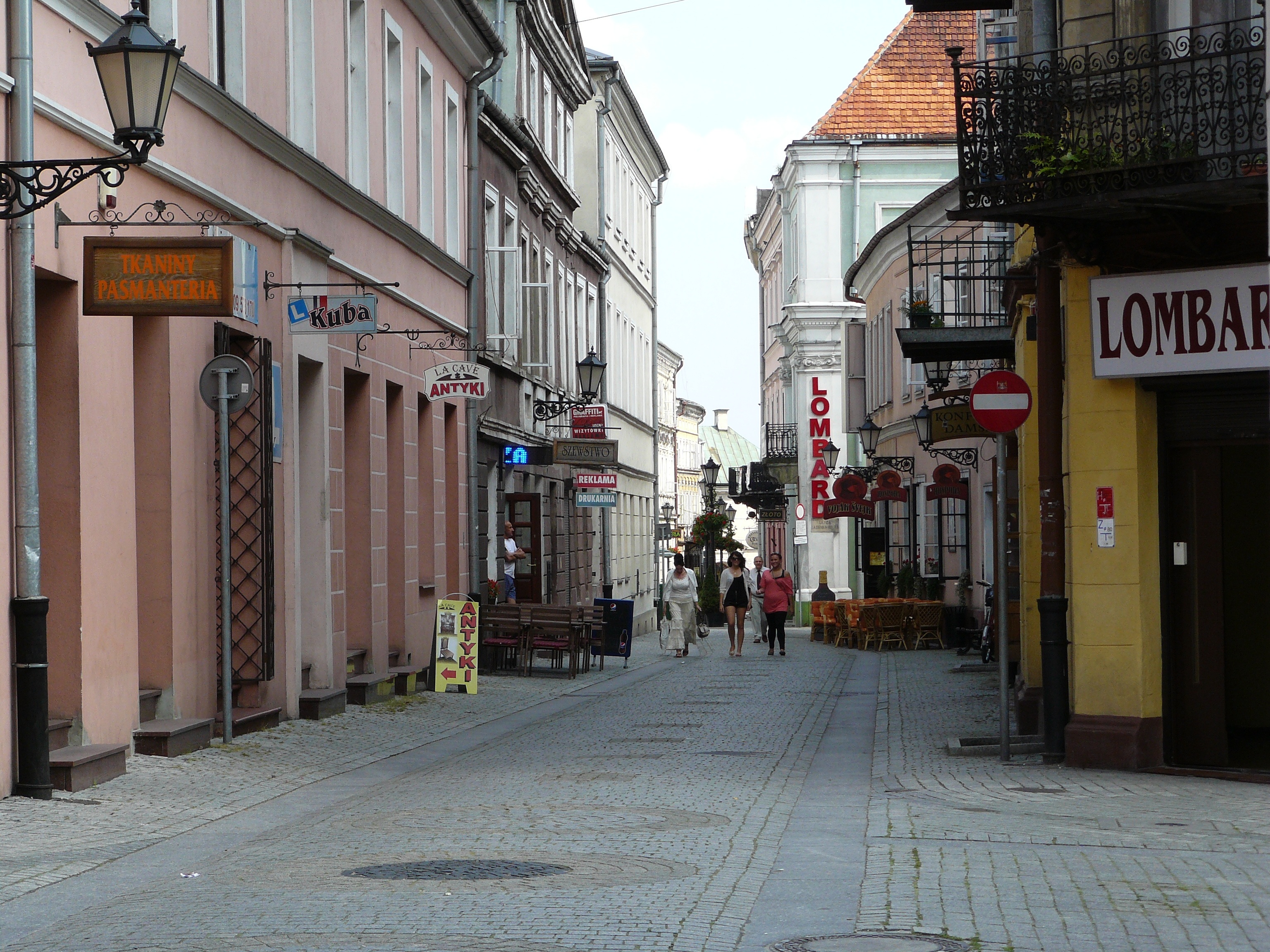
Ulica Szewska na starym mieście

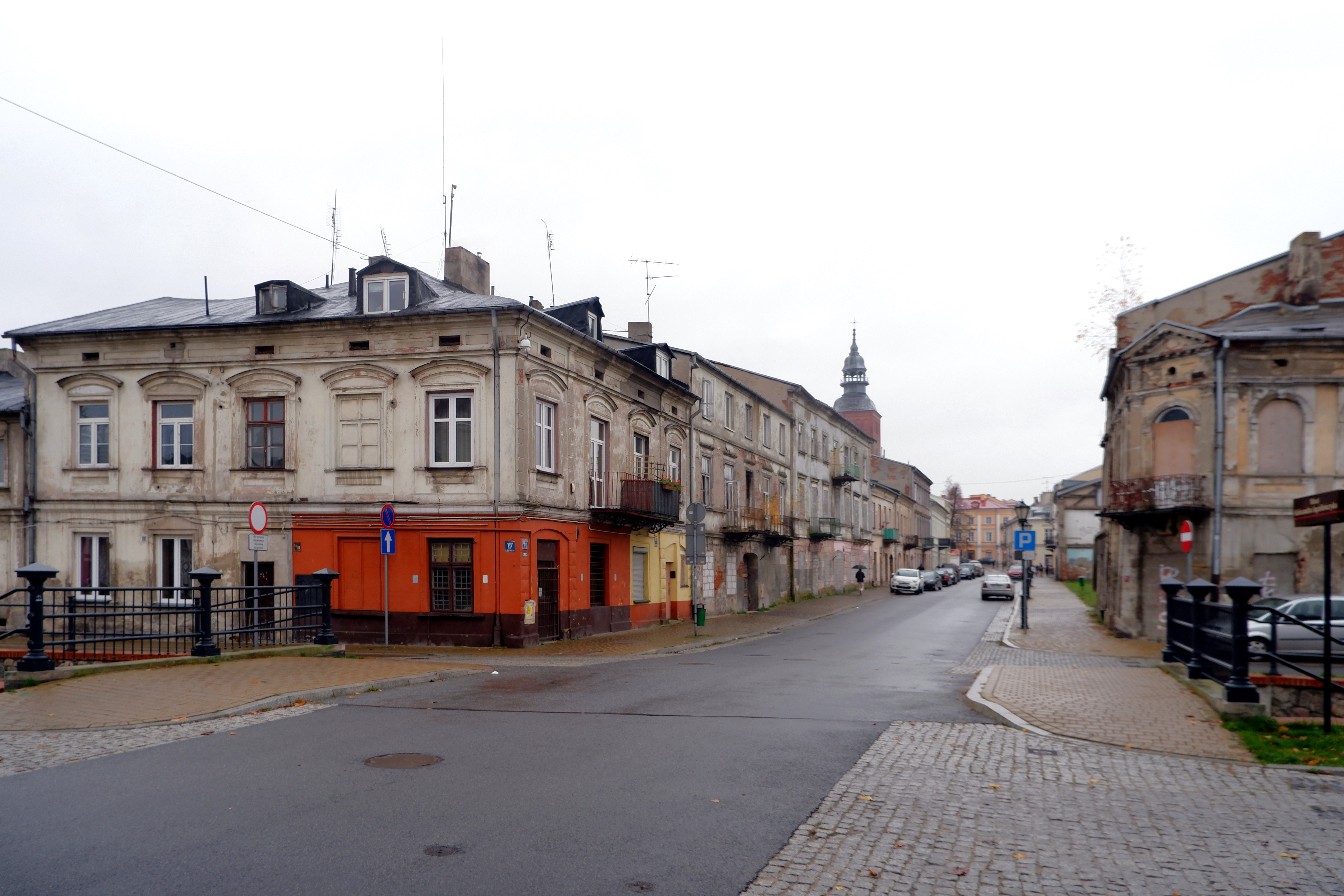
Podzamcze – ulica Starowarszawska

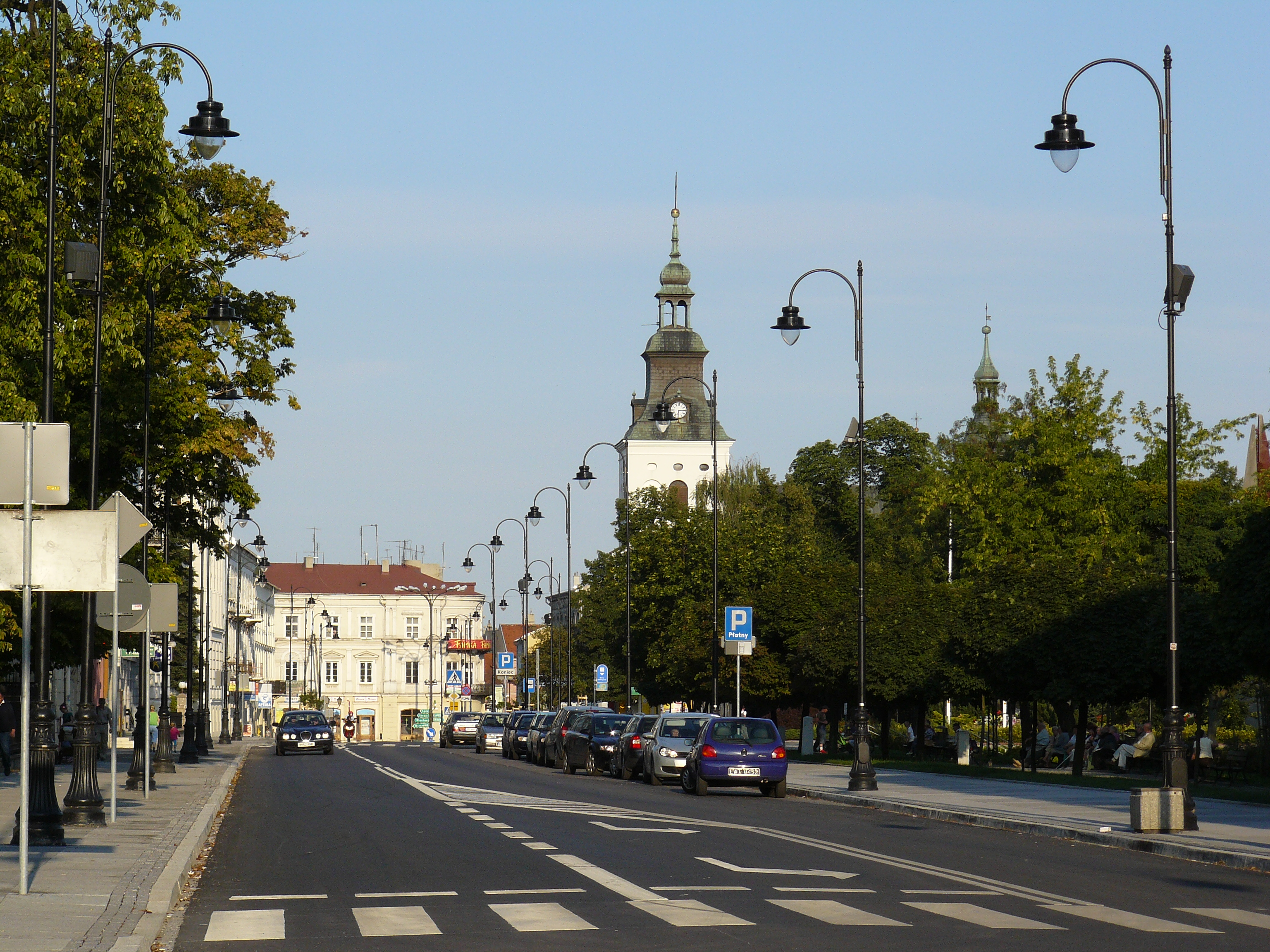
Ulica Słowackiego

### Architektura

#### Zabytki

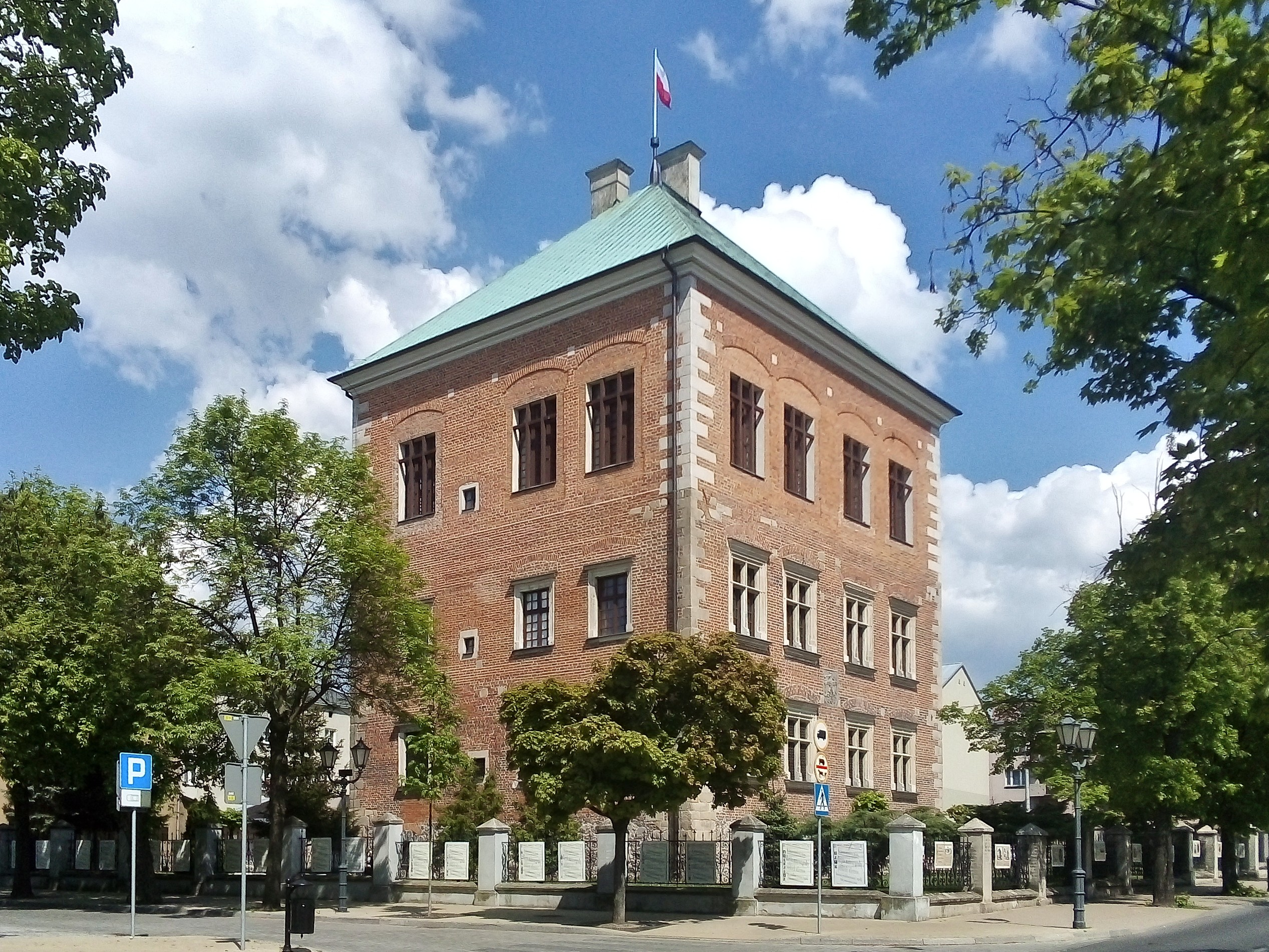
Zamek Królewski, obecnie siedziba muzeum

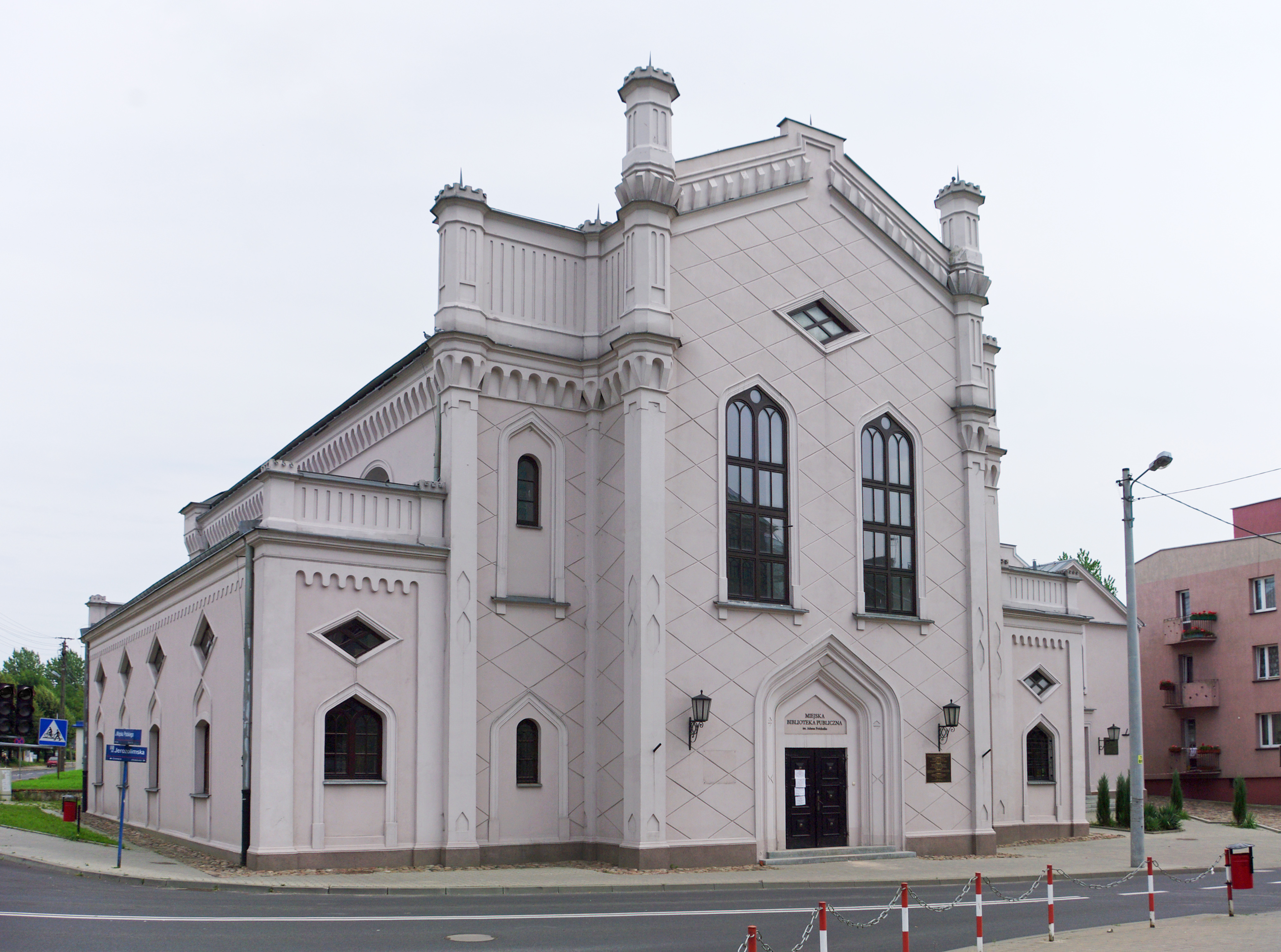
Budynek Wielkiej Synagogi

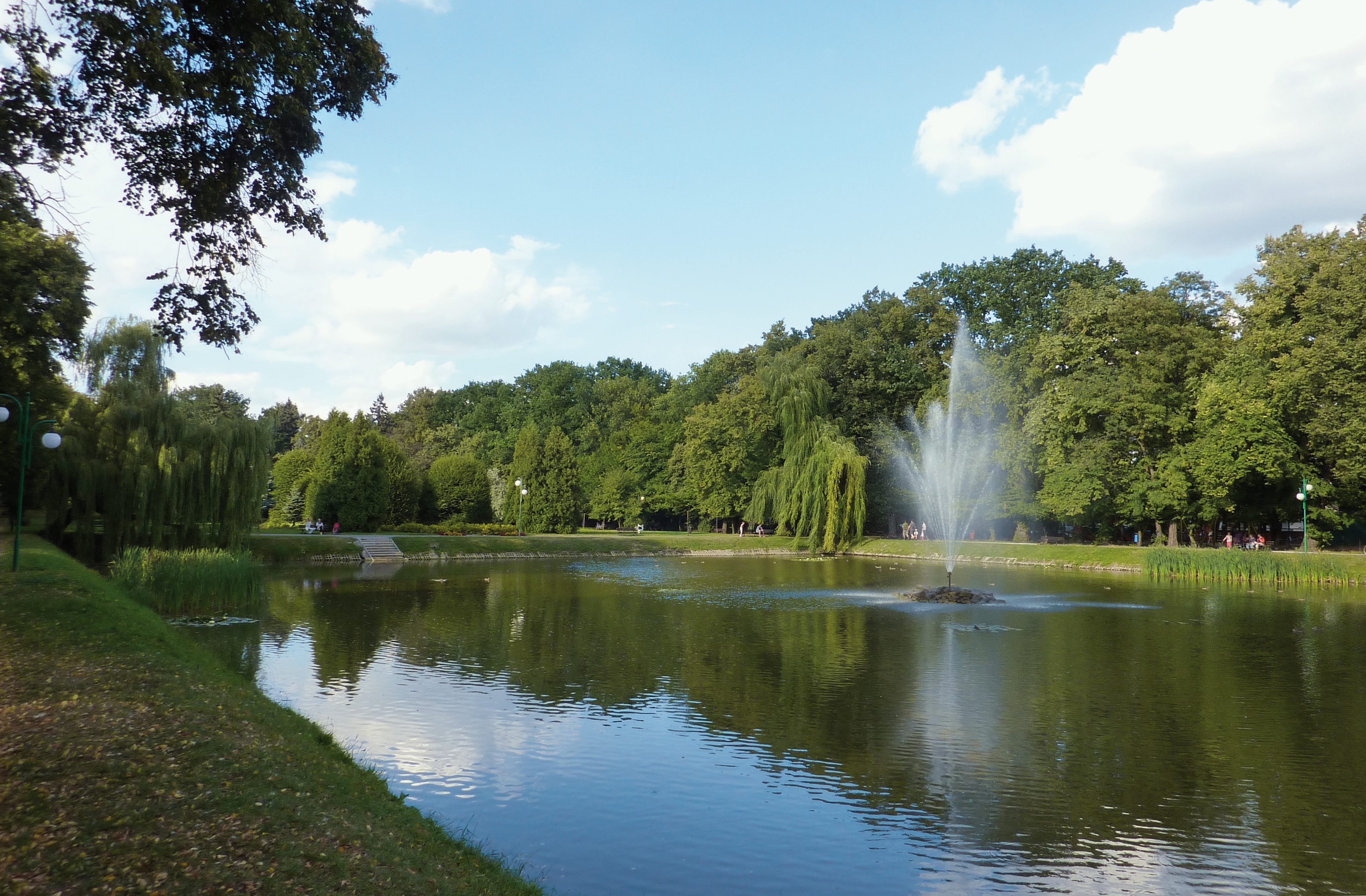
Park im. ks. Józefa Poniatowskiego

Do rejestru zabytków Narodowego Instytutu Dziedzictwa wpisane są m.in. następujące obiekty z terenu Piotrkowa:
- Stare Miasto – staromiejski układ urbanistyczny sięga początkami średniowiecznej lokacji, zabudowa jest znacznie późniejsza. W obrębie rynku można obejrzeć ok. 142 kamienice o ciekawej architekturze. Po pożarze w 1835 r. przebudowano domy w stylu klasycystycznym. Wewnątrz niektórych zachowały się sklepienia kolebkowe, ślady podcieni, sklepione piwnice, sienie i belkowane stropy.
- Mury miejskie – zachowane fragmenty wybudowane w XIV w. za panowania Kazimierza Wielkiego. Wysokość murów 4,5 m, szerokość 2 m.
- Zamek królewski – zbudowany w latach 1512–1519 przez mistrza Benedykta z Sandomierza na polecenie Zygmunta I Starego.
- Pałac Jaxa Bykowskich (XV w.) – w 1604 przebudowany na pałac renesansowy.
- Bazylika pw. św. Jakuba (XIII w.) wraz z plebanią
- Kościół Nawiedzenia Najświętszej Panny Marii (XIV w.) – zniszczony podczas najazdu szwedzkiego, w XVIII w. odrestaurowany. Wewnątrz zabytkowe obrazy z XVII i XVIII w.
- Kościół pw. św. Jacka i św. Doroty, podominikański (XIV-XVII w.)
- Kościół i klasztor o.o. bernardynów (XVII w.) z cudownym obrazem Matki Boskiej Piotrkowskiej.
- Zespół klasztorny pijarów – kościół oo. pijarów (XVII-XVIII w.), obecnie kościół ewangelicko-augsburski, oraz budynki kolegium pijarów zaadaptowane na budynek więzienny, użytkowany do 2004.
- Kościół pw. NP Marii Śnieżnej (XVII w.) – dawniej dominikanek, oparty o mur miejski.
- Kościół św. Franciszka Ksawerego oo. jezuitów (XVIII w.), z cudownym obrazem Matki Bożej Trybunalskiej.
- Kolegium jezuickie (XVIII w.) – obecnie mieści się tu I LO im. Bolesława Chrobrego.
- Wielka Synagoga (1791–1793), do 2019 r. siedziba Miejskiej Biblioteki Publicznej, a obecnie Archiwum Państwowego. Zbudowana na miejscu poprzedniej, drewnianej z 1689, zniszczonej podczas pożaru w 1740.
- Mała Synagoga
- Cerkiew prawosławna pw. Wszystkich Świętych (XIX w.)
- Cmentarz żydowski przy ulicy Spacerowej
- Cmentarz prawosławny (w tym kaplica grobowa T. Andriejewej)
- Dwie kaplice grobowe na starym cmentarzu rzymskokatolickim (Burchardów i Jüttnerów)
- Sąd Okręgowy (1905–1909), dawny gubernialny Sąd Okręgowy.
- Dworzec kolejowy PKP – dworzec kolei warszawsko-wiedeńskiej. Przeszedł gruntowny remont i modernizację w latach 2010–2012
- Zespół stacji kolejki wąskotorowej
- Budynek Państwowej Szkoły Muzycznej (Pałac Rudowskich)
- Budynek Gimnazjum Żeńskiego
- Park Belzacki z XIX w.
- Park im. Księcia Józefa Poniatowskiego z ogrodem botanicznym
- Domy i kamienice:
  - ul. Czarnieckiego 7, 9, 10
  - ul. Dąbrowskiego 14 (Willa „Wanda”, secesyjna z 1905 r., proj. Feliks Nowicki) i 15
  - ul. Farna 2, 3, 4, 5, 6, 8
  - ul. Grodzka 1
  - ul. Konarskiego 4
  - pl. Kościuszki 6
  - ul. Łazienna-Mokra 1, 2
  - ul. Rwańska 4
  - Rynek Trybunalski 1, 2, 3, 4, 5, 7, 8, 9, 10, 11
  - ul. Sieradzka 1, 4, 6, 8
  - ul. Słowackiego 1, 3, 13
  - ul. Szewska 3
  - ul. Wojska Polskiego 5

#### Inne obiekty

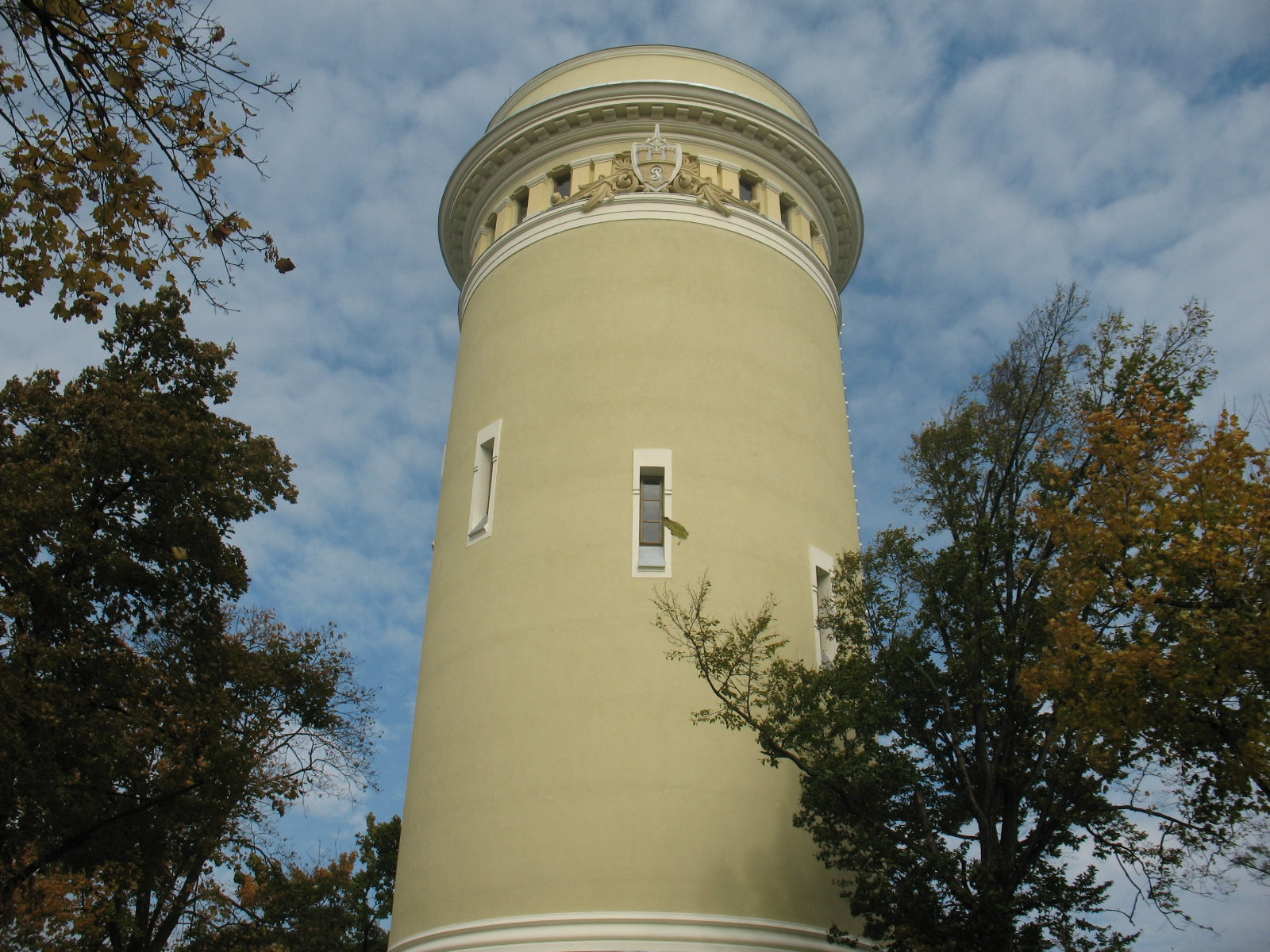
Wieża ciśnień (1925-1927)

- Piotrkowska Manufaktura – budynek dawnej przędzalni przy ulicy Sulejowskiej
- Wieża wodna (1925–1927) – ok. 50 m wysokości. Zabytek sztuki inżynierskiej
- Aleja 3 Maja – budynki w stylu secesyjnym
- Hala targowa – obecnie budynek handlowy (Biedronka, Apteka Stylowa, cukiernia, masarnia)
- Park Śródmiejski im. św. Jana Pawła II
- Jezioro Bugaj i miejskie kąpielisko „Słoneczko”
- Rezerwat Dęby w Meszczach im. Jeremiego Kozłowskiego
- Areszt śledczy przy ulicy Wroniej
- Dawny cyklodrom przy ulicy Budki
- Ośrodek Działań Artystycznych (ODA)

#### Architektura współczesna

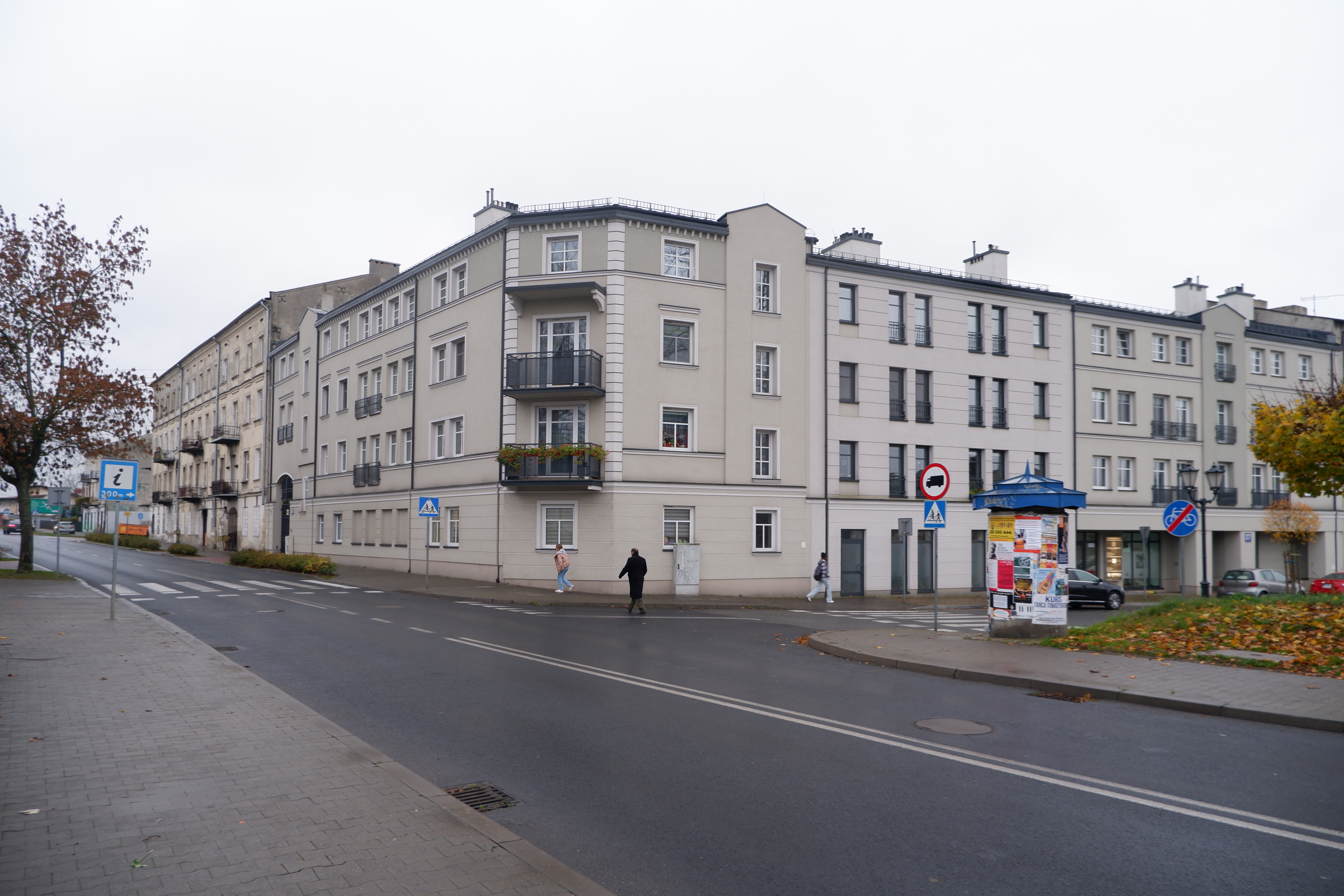
Nowe kamienice przy ulicach Jerozolimskiej i Starowarszawskiej (2018)

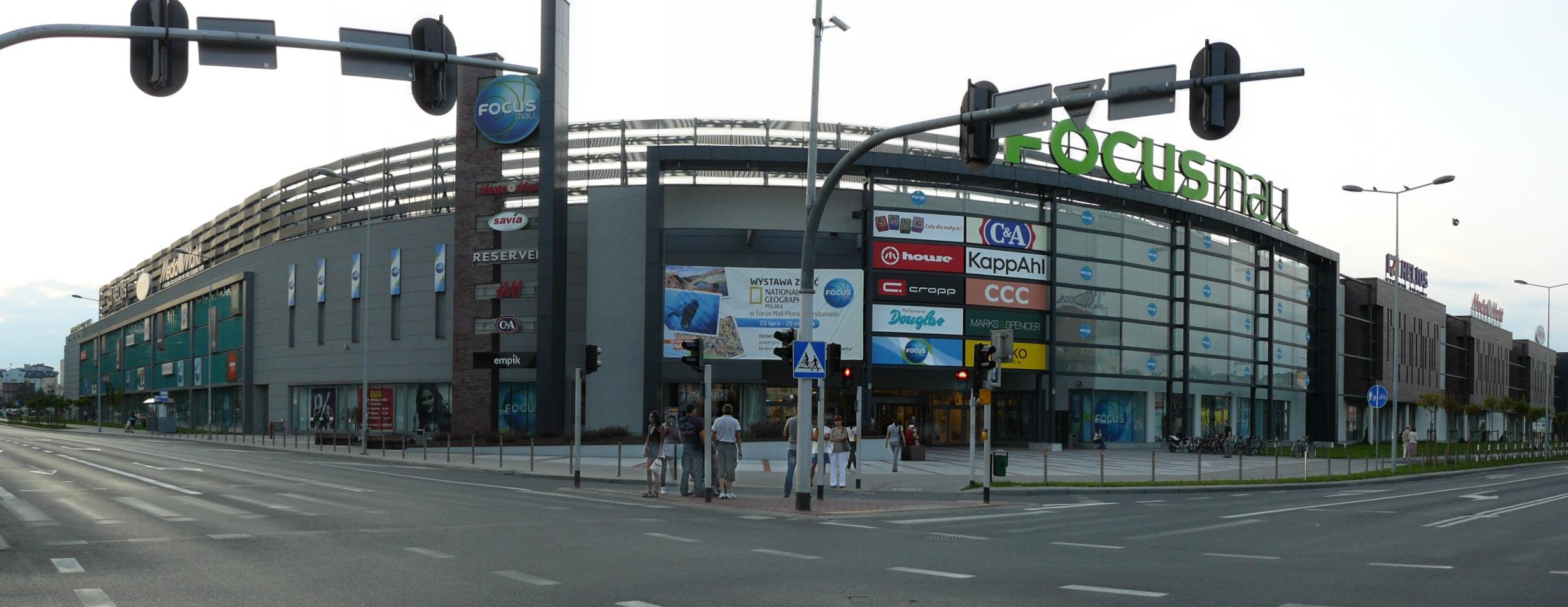
Focus Mall

- Bank Pekao przy al. Armii Krajowej
- Kryta Pływalnia OSiR przy ul. Belzackiej (budowana w latach 1999–2000)
- Kościół pw. Miłosierdzia Bożego przy ul. Łódzkiej
- Kościół pw. NMP Królowej Pokoju przy ul. Belzackiej (1998)
- Kościół pw. Matki Boskiej Bolesnej przy ul. Krakowskie Przedmieście
- Hala sportowa „Relax” (lata 80.)
- Centrum handlowe Focus Mall przy ul. Słowackiego
- Hotel Mercure Piotrków Trybunalski przy al. Armii Krajowej

### Informacja turystyczna
- Centrum Informacji Turystycznej[51]

### Szlaki turystyczne
- Szlak Rekreacyjny Rzeki Pilicy
- Szlaki miejskie:
  - Trakt Wielu Kultur
  - Filmowy Piotrków
  - Miasto Piwowarów
  - Szlakiem dawnych piotrkowskich hoteli
- Szlak rekreacyjny wokół Piotrkowa

## Kultura

### Biblioteki

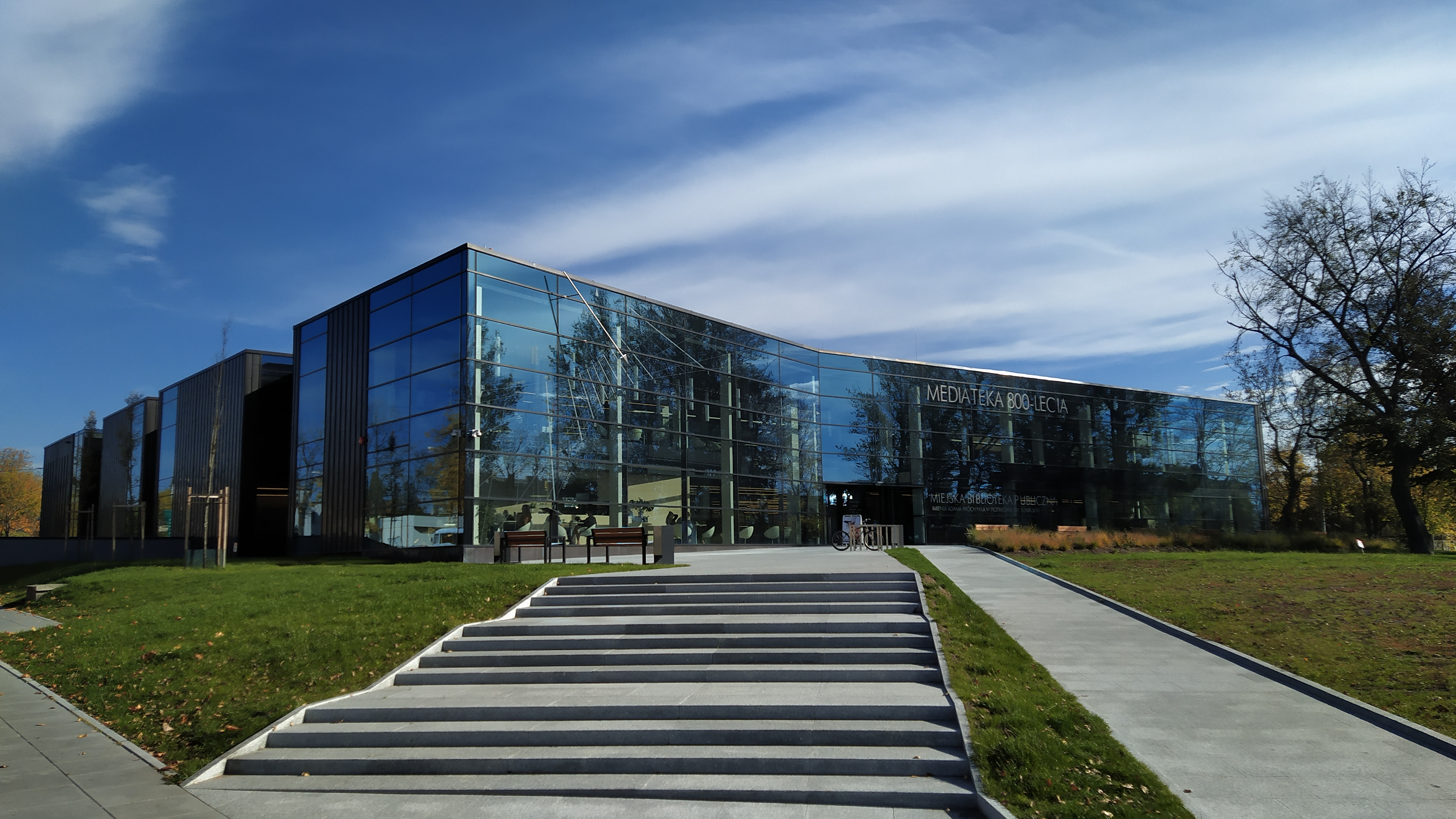
Miejska Biblioteka Publiczna

- Miejska Biblioteka Publiczna im. Adama Próchnika w Piotrkowie Trybunalskim – Mediateka 800-lecia,
  - Filia nr 1
- Biblioteka Pedagogiczna w Piotrkowie Trybunalskim
- Biblioteka Akademii Piotrkowskiej

### Muzea i galerie
- Muzeum w Piotrkowie Trybunalskim
- Muzeum Marcepanów
- Muzeum Lodów
- Ośrodek Działań Artystycznych (2 siedziby)
- Galeria „U Panien” (Centrum Idei Ku Demokracji/Kościół pw. Matki Bożej Śnieżnej)

### Kina
- Multipleks Helios (5 sal – Focus Mall)
- Kino Piksel - Miejska Biblioteka Publiczna im. Adama Próchnika

### Inne ośrodki kulturalne
- Miejski Ośrodek Kultury – „Europejska scena Teatru im. Jaracza” oraz działający w ramach struktur MOK – Ośrodek Edukacji Artystycznej „Wyciągamy dzieci z bramy”
- Osiedlowy Klub Kultury „Jaskółczyn” – prowadzący między innymi dziecięce i młodzieżowe zespoły tańca
- Europejskie Stowarzyszenie Modelarzy

### Wydarzenia cykliczne
- Imieniny Piotrków – cykl imprez muzycznych, sportowych i rekreacyjnych z okazji Dni Miasta
- Międzynarodowy Festiwal Sztuki Akcji – Interakcje – zapoczątkowane w 1999 r. wydarzenie artystyczne, w którym uczestniczą miłośnicy sztuki współczesnej i artyści z całego świata
- Festiwal Kabaretowy – Trybunały Kabaretowe
- Dni muzyki kameralnej – organizowane w zabytkowej siedzibie Muzeum w Piotrkowie Trybunalskim
- Ogólnopolski konkurs literacki o „Rubinową Hortensję”
- Ogólnopolski Konkurs Pianistyczny im. Ignacego Jana Paderewskiego – odbywający się od 1991 r., w Państwowej Szkole Muzycznej I i II stopnia w Piotrkowie Trybunalskim
- Międzynarodowe Spotkania Rzeźbiarzy – Skrzyżowania
- Ogólnopolski Festiwal Kultury i Sztuki Chrześcijańskiej „Nadzieja”
- Ogólnopolski Festiwal Kapel Podwórkowych
- Trybunały Modelarstwa Kolejowego – organizowane pod koniec czerwca przez Europejskie Stowarzyszenie Modelarzy

## Media
Wykaz tradycyjnych mediów piotrkowskich:
- Telewizja:
  - Telewizja Piotrków (dawniej Informacje Piotrkowskie i iTePe; wcześniej należała też do sieci regionalnej TV Polsat i GOSAT)
- Radio:
  - Radio Strefa FM
- Prasa:
  - Przegląd Trybunalski (bezpłatny miesięcznik lokalny)
  - Tydzień Trybunalski
  - Przegląd Lokalny „Famka” (ukazywał się w latzch 2009-2012)
  - Ziemia Piotrkowska (obecnie już nie istnieje)
  - Fakty Piotrkowskie (lokalny miesięcznik, ukazujący się od stycznia 2013)
  - Nasza Ziemia Piotrkowska (miesięcznik)
  - 7 Dni Piotrków – lokalny dodatek do Dziennika Łódzkiego
  - KurieR – Kultura i Rzeczywistość

Wykaz internetowych mediów piotrkowskich:
- Prasa:
  - Gazeta Trybunalska - Niezależny, wolny portal informacyjny.
  - Trybunalski.pl – niezależny portal Piotrkowa i powiatu piotrkowskiego
  - www.piotrkowski24.pl
  - www.ePiotrkow.pl
  - www.piotrkowtrybunalski.naszemiasto.pl
  - www.ziemiapiotrkowska.com

## Edukacja
- Akademia Piotrkowska

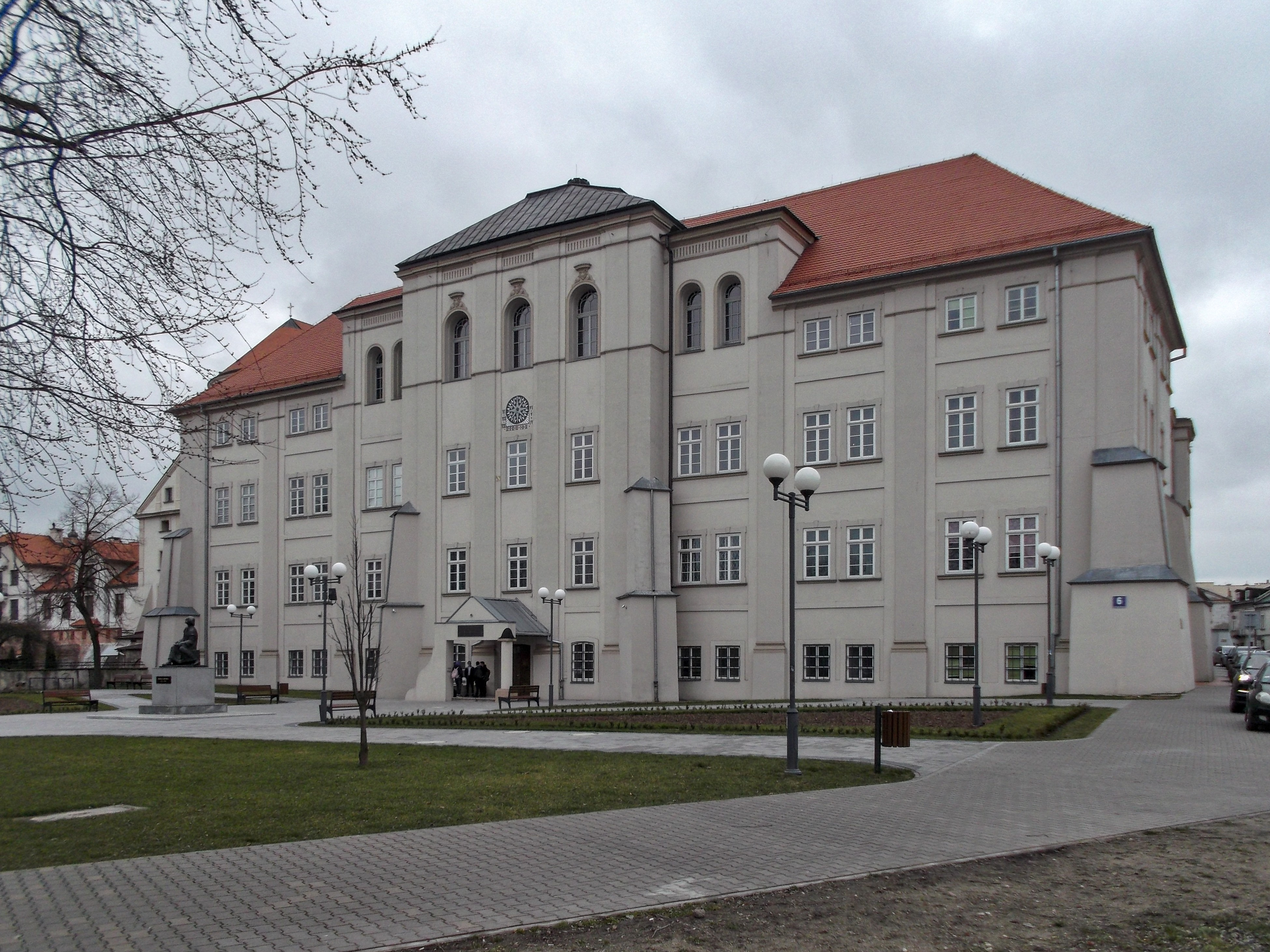
Dawne Kolegium jezuickie, obecnie I LO im. Bolesława Chrobrego

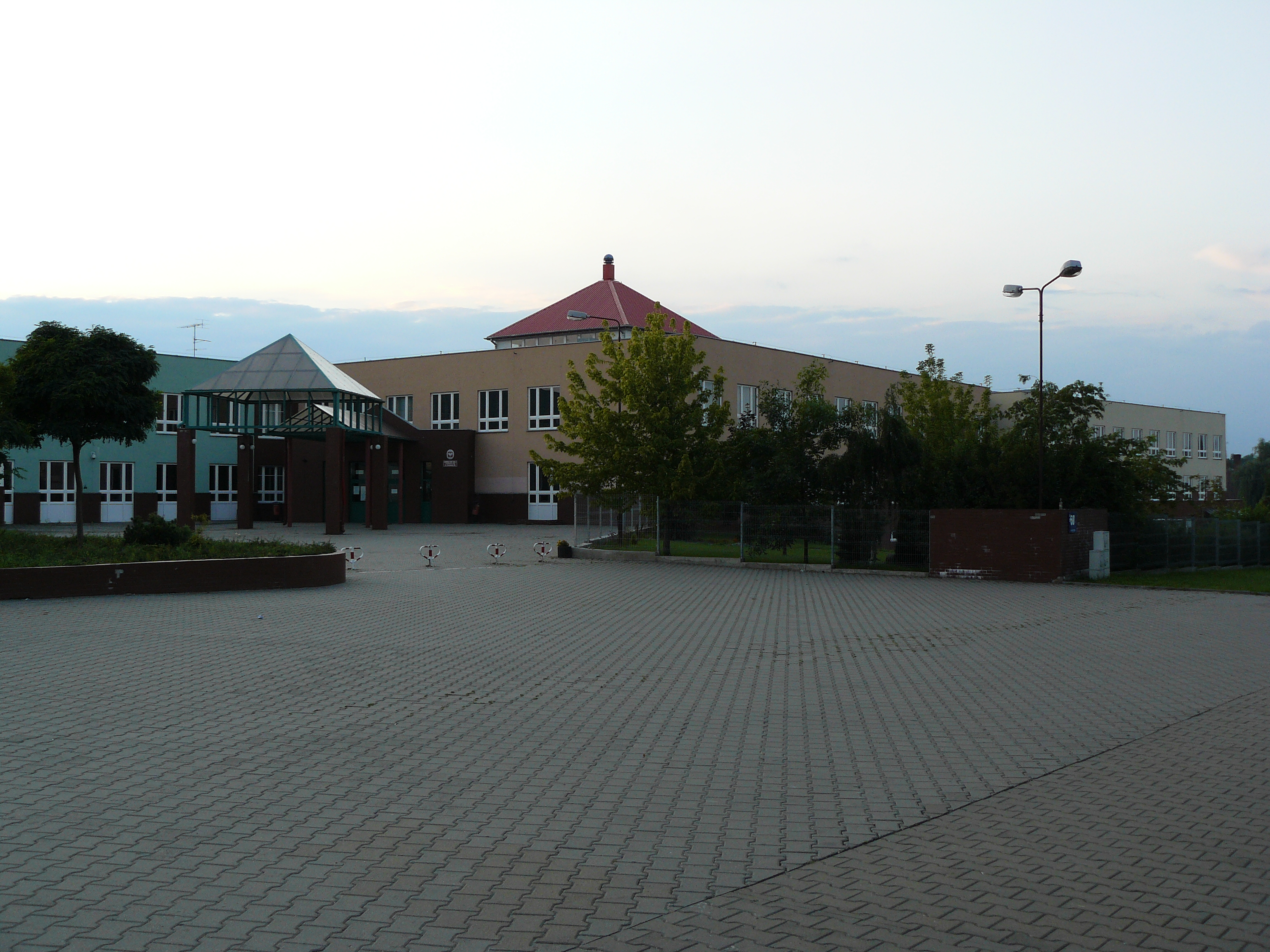
Budynek SP nr 2

- Wyższa Szkoła Społeczno-Ekonomiczna w Warszawie, ośrodek kształcenia w Piotrkowie Tryb.

Poza tym w Piotrkowie Trybunalskim funkcjonuje obecnie:
- 13 przedszkoli samorządowych
- 3 przedszkola katolickie
- 9 szkół podstawowych
- 10 szkół ponadpodstawowych
- Centrum Kształcenia Zawodowego
- Ośrodek Szkolno-Wychowawczy
- Bursa Szkolna
- Państwowa Szkoła Muzyczna I i II stopnia

## Urzędy i Instytucje
- Urząd Miasta Piotrkowa Trybunalskiego, pasaż Karola Rudowskiego 10
- Starostwo Powiatowe w Piotrkowie Trybunalskim, ul. Dąbrowskiego 7
- Urząd Skarbowy w Piotrkowie Trybunalskim, ul. Wronia 65
- Powiatowa Stacja Sanitarno-Epidemiologiczna w Piotrkowie Trybunalskim, al. 3 Maja 8
- Powiatowy Urząd Pracy, ul. Dmowskiego 27
- Łódzki Urząd Wojewódzki. Wydział Spraw Obywatelskich i Cudzoziemców w Piotrkowie Trybunalskim, ul. Szkolna 28/bud. B
- Prokuratura Rejonowa w Piotrkowie Trybunalskim, aleja 3 Maja 13/15
- Prokuratura Okręgowa w Piotrkowie Trybunalskim, aleja 3 Maja 13/15
- Sąd Okręgowy w Piotrkowie Trybunalskim, ul. Słowackiego 5
- Samorządowe Kolegium Odwoławcze w Piotrkowie Trybunalskim, ul. Słowackiego 19
- ZUS Inspektorat w Piotrkowie Trybunalskim, Al. Armii Krajowej 9
- Narodowy Fundusz Zdrowia. Łódzki Oddział Wojewódzki. Delegatura w Piotrkowie Trybunalskim Al. Armii Krajowej 15
- Komenda Miejska Państwowej Straży Pożarnej, ul. Jagiellońska 11
- Państwowa Straż Łowiecka, ul. Szkolna 28
- Urząd Statystyczny w Łodzi. Oddział w Piotrkowie Trybunalskim, ul. Wronia 65
- Łódzki Ośrodek Doradztwa Rolniczego Oddział w Piotrkowie Trybunalskim, ul. Kasztelańska 9
- Wojewódzki Ośrodek Ruchu Drogowego w Łodzi Oddział Terenowy w Piotrkowie Trybunalskim, ul. Gliniana 17
- Archiwum Państwowe w Piotrkowie Trybunalskim, ul. Jerozolimska 29
- Agencja Restrukturyzacji i Modernizacji Rolnictwa. Biuro Powiatowe w Piotrkowie, ul Kostromska 63
- Regionalna Izba Obrachunkowa. Zespół Zamiejscowy w Piotrkowie Trybunalskim ul. Dąbrowskiego 5
- Państwowe Gospodarstwo Wodne Wody Polskie. Zarząd Zlewni w Piotrkowie Trybunalskim, ul. Gabriela Narutowicza 9/13
- Okręgowy Urząd Miar w Łodzi. Wydział Zamiejscowy w Piotrkowie Trybunalskim, ul. Śląska 13
- Biuro UDT w Piotrkowie Trybunalskim. Oddział w Łodzi, ul. Wiosenna 3
- Kasa Rolniczego Ubezpieczenia Społecznego, ul. Marii Curie-Skłodowskiej 1
- Kuratorium Oświaty w Łodzi. Delegatura Piotrków Trybunalski, ul. Sienkiewicza 16a
- Wojewódzki Inspektorat Ochrony Środowiska w Łodzi. Delegatura w Piotrkowie Trybunalskim ul. Bawełniana 18
- Wojewódzki Inspektorat Farmaceutyczny w Łodzi. Delegatura w Piotrkowie, ul. Sienkiewicza 16a
- Urząd Celny w Piotrkowie Trybunalskim, ul. Dworska 6a
- Powiatowy Inspektorat Weterynarii, ul. Rzemieślnicza 26
- Wojewódzki Inspektorat Ochrony Roślin i Nasiennictwa w Łodzi. Oddział w Piotrkowie Trybunalskim, ul. Belzacka 187
- Państwowa Inspekcja Pracy odział w Piotrkowie Trybunalskim, al. 3-go Maja 2
- Delegatura Krajowej Informacji Skarbowej w Piotrkowie Trybunalskim, ul. Wronia 65
- Delegatura Krajowego Biura Wyborczego w Piotrkowie Trybunalskim, ul. Henryka Sienkiewicza 16a
- Wojewódzki Ośrodek Ruchu Drogowego w Łodzi Oddział Terenowy w Piotrkowie Trybunalskim, ul. Gliniana 17
- Archiwum Zakładowe Łódzkiego Urzędu Wojewódzkiego w Łodzi. Oddział w Piotrkowie Trybunalskim, ul. Gliniana 10C
- Generalna Dyrekcja Dróg Krajowych i Autostrad Rejon Piotrków, ul. Południowa 17/19
- Powiatowe Centrum Pomocy Rodzinie, ul. Dąbrowskiego 12
- KRUS Piotrków Trybunalski, ul. Marii Skłodowskiej-Curie 1
- Komenda Państwowej Straży Rybackiej w Piotrkowie Trybunalskim, ul. Gliniana 10 C
- Areszt Śledczy w Piotrkowie Trybunalskim, ul. Wronia 76/90
- Powiatowe WOPR w Piotrkowie Trybunalskim, ul. Daniłowskiego 5/7

## Wspólnoty wyznaniowe
- Kościół rzymskokatolicki[52]:
  - kościół Ojców Jezuitów
  - kościół Świętego Jana Pawła II
  - kościół Ojców Bernardynów

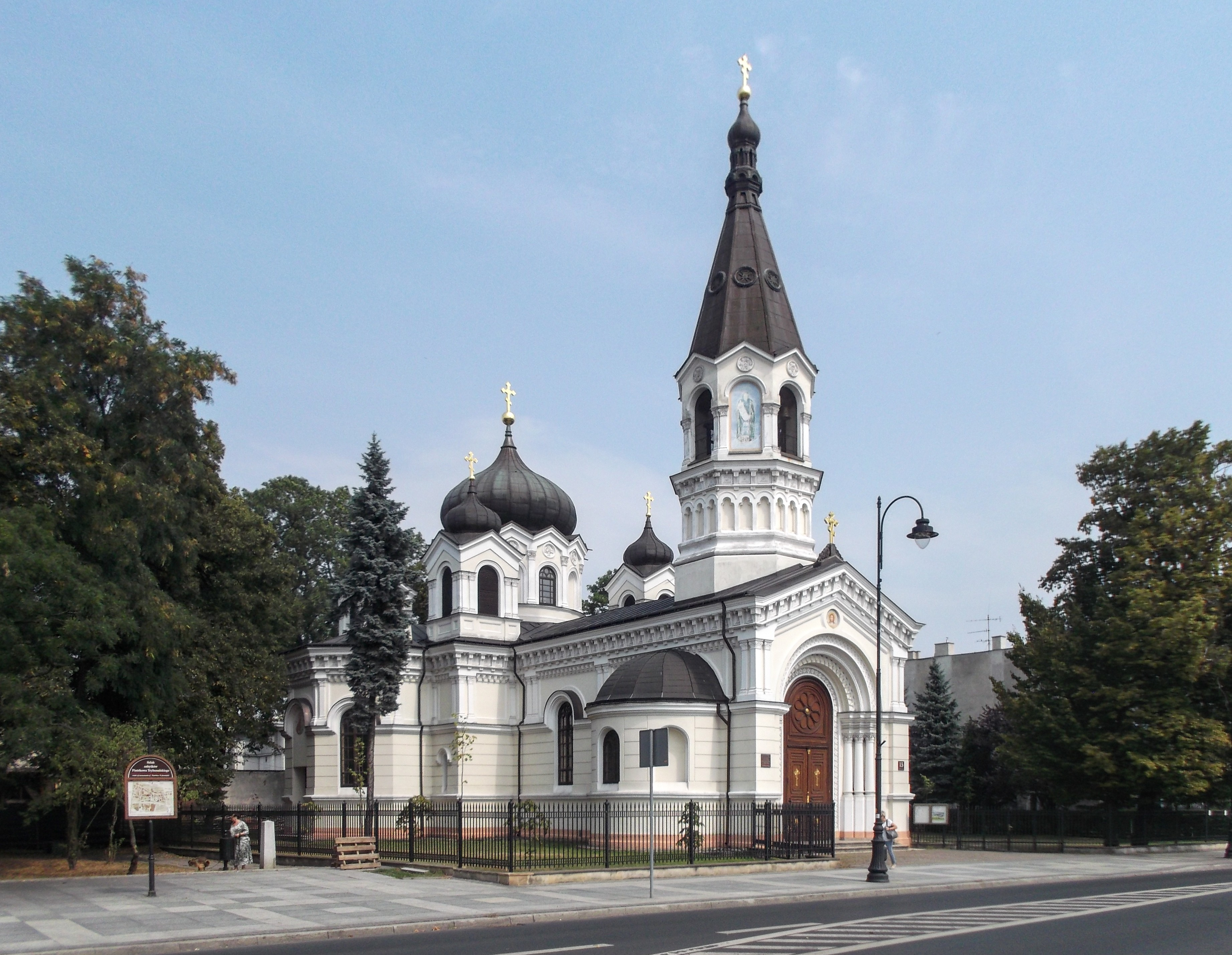
Cerkiew prawosławna przy ul. Słowackiego

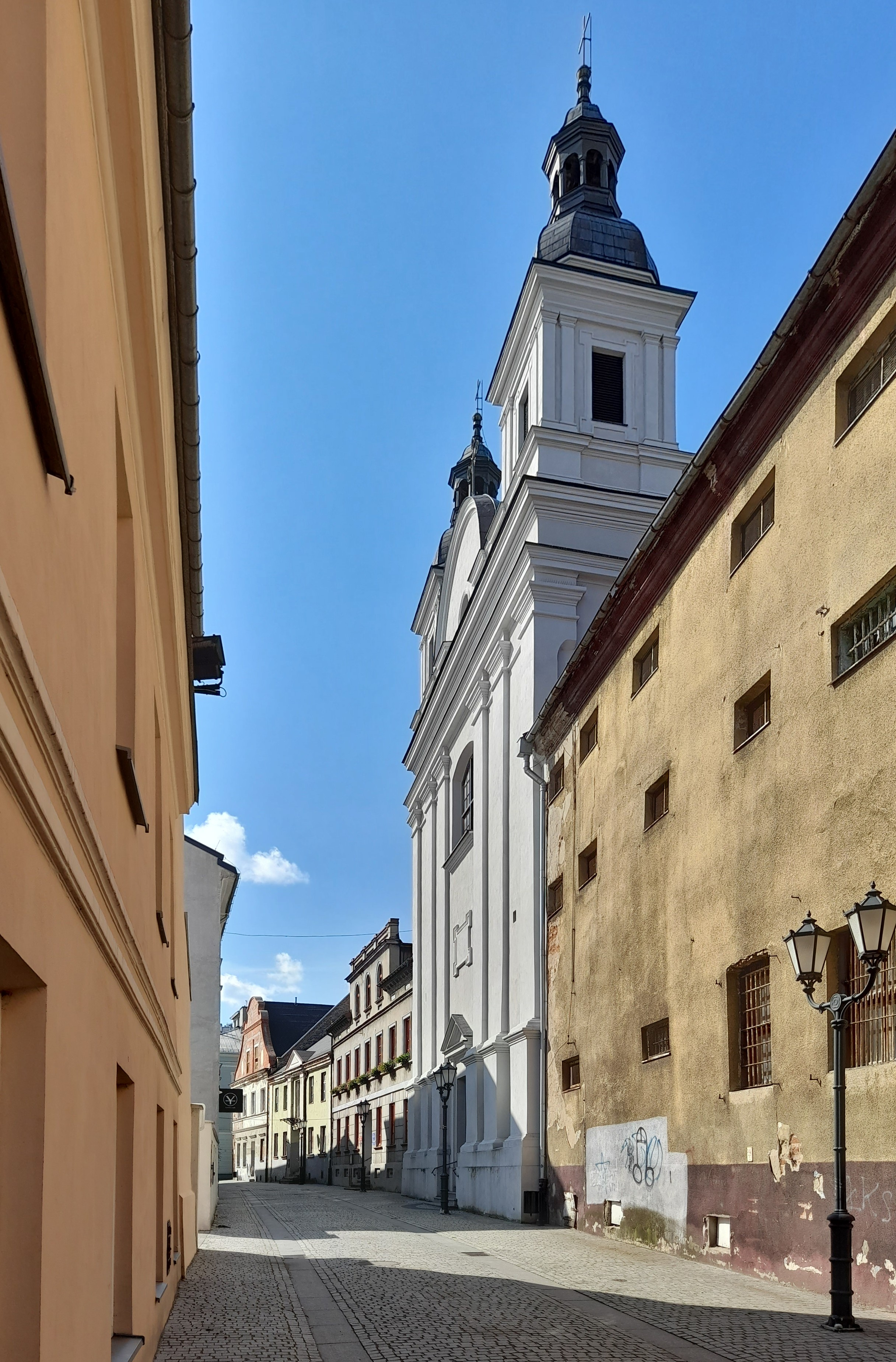
Kościół ewangelicko-augsburski

  - kościół Akademicki Panien Dominikanek pw. Matki Bożej Śnieżnej
  - parafia Miłosierdzia Bożego
  - parafia Najświętszej Maryi Panny Królowej Pokoju
  - parafia Najświętszego Serca Jezusowego
  - parafia Nawiedzenia Najświętszej Maryi Panny
  - parafia Świętego Brata Alberta Chmielowskiego
  - parafia Świętego Jacka i Świętej Doroty
  - parafia Świętego Jakuba Apostoła – kościół farny
- Kościół greckokatolicki:
  - placówka duszpasterska w Piotrkowie Trybunalskim[53]
- Kościół prawosławny:
  - parafia Wszystkich Świętych (cerkiew pw. Wszystkich Świętych)[54]
- Kościoły protestanckie:
  - Kościół Adwentystów Dnia Siódmego:
    - zbór w Piotrkowie Trybunalskim[55]

  - Kościół Boży w Chrystusie:
    - Wspólnota „Jezus Żyje”[56]

  - Kościół Ewangelicko-Augsburski:
    - Parafia Ewangelicko-Augsburska w Piotrkowie Trybunalskim[57]

  - Kościół Ewangelicznych Chrześcijan:
    - zbór w Piotrkowie Trybunalskim[58]

  - Kościół Zielonoświątkowy:
    - zbór w Piotrkowie Trybunalskim[59]
- Restoracjonizm:
  - Świadkowie Jehowy: 4 zbory: Piotrków Trybunalski-Południe (w tym grupa w Zakładzie Karnym), Piotrków Trybunalski-Północ, Piotrków Trybunalski-Wschód (w tym grupa języka migowego)[60], Piotrków Trybunalski-Zachód (w tym grupa ukraińskojęzyczna) – Sala Królestwa ul. 1-go Maja 5[61][62]
  - Świecki Ruch Misyjny „Epifania” – zbór w Piotrkowie Trybunalskim[potrzebny przypis].

Wspólnoty zakonne kościoła Rzymskokatolickiego:
Siostry Salezjanki - Zgromadzenie Córek Maryi Wspomożycielki, ul. Armii Krajowej 19
Dominikanki - Zgromadzenie Sióstr św. Dominika, ul. Rycerska 3
Zgromadzenie Sióstr Służebniczek Niepokalanego Poczęcia Najświętszej Maryi Panny, ul. Wojska Polskiego 36
Franciszkanie - Zakon Braci Mniejszych, ul. Słowackiego 2

## Sport

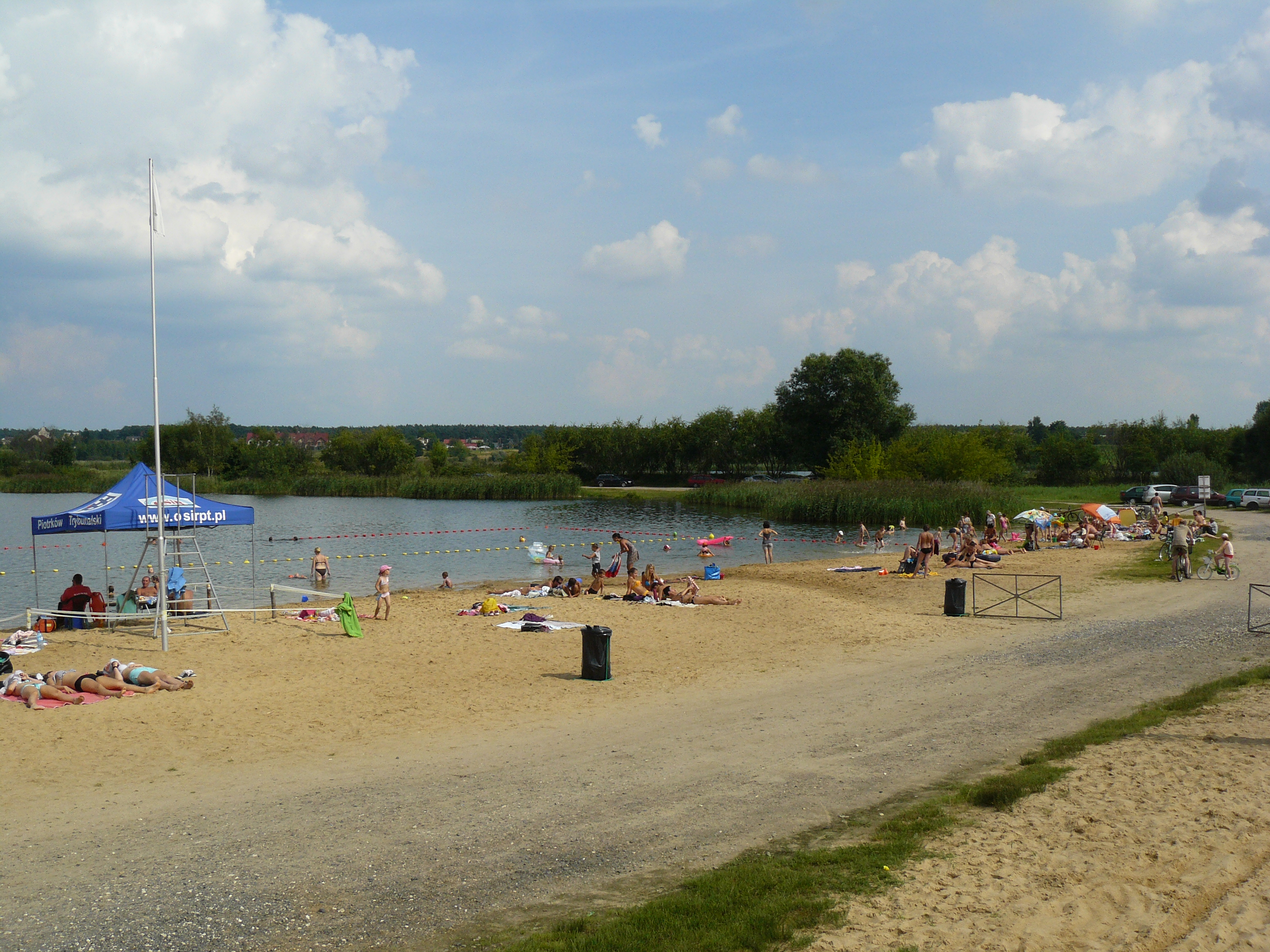
Kąpielisko miejskie „Słoneczko”

W 1981 roku w Piotrkowie Trybunalskim odbyły się po raz pierwszy w Polsce Śmigłowcowe Mistrzostwa Świata
W latach 1985–1989 w Piotrkowie Trybunalskim odbywały się ogólnopolskie mistrzostwa Breakdance.
W mieście działają następujące kluby sportowe:
- badminton Ruch Piotrków Trybunalski
- boks Ring Piotrków Trybunalski
- Brazylijskie Jiu Jitsu Fido Gold team pod przewodnictwem Linke Gold Team
- kickboxing PSSW Tom Center
- piłka nożna Piotrcovia Piotrków Trybunalski
- piłka nożna Concordia Piotrków Trybunalski – jeden z najstarszych klubów w Polsce, w 2009 r. obchodził 100. rocznicę założenia.
- piłka nożna Polonia Piotrków Trybunalski
- piłka nożna UKS Akademia Piłki Nożnej
- piłka ręczna kobiet MKS Piotrcovia Piotrków Trybunalski
- piłka ręczna mężczyzn MKS Piotrkowianin Piotrków Trybunalski
- pływanie UKS „Delfin” Piotrków Trybunalski
- koszykówka UMKS Piotrcovia Piotrków Trybunalski
- lekkoatletyka Klub Sportowy Polanik Piotrków Trybunalski[64]
- szachy UKS Roszada
- tenis TUKS Kozica Piotrków Trybunalski
- tenis TUKS Nortenis Piotrków Trybunalski
- tenis Szkoła Tenisa „Winner”
- zapasy AKS Piotrków Trybunalski
- capoeira Lagoa Da Saudade, Companhia Pernas Pro Ar
- szermierka historyczna Ave Gajda
- klub oyama karate Washi
- Akademia Goju-ryu Karate Sanchin
- futbol amerykański Piotrków Hammers
- tenis stołowy PIKTS Wobistal Piotrków Trybunalski
- siatkówka UMKS Volley 5 Piotrków Trybunalski

## Osoby związane z Piotrkowem Trybunalskim

### Honorowi Obywatele Miasta Piotrkowa Trybunalskiego
- Władysław Hartman
- Maria Śpiewak
- ks. Tadeusz Pecolt
- Witold Janusz Rudowski
- Dorota Piesik
- Otto Weinmann
- Papież Jan Paweł II
- Henryk Mąka
- o. Leoncjusz Mieczysław Cyronik
- Ben Giladi
- Bogusław Wołoszański
- o. Edmund Lenz
- Jerzy Kisson-Jaszczyński
- Zdzisław Jastrzębiec Peszkowski
- Rafał Orlewski
- Helmut Thienwiebel
- Jerzy Kukulski
- Kazimierz Załęski
- gen. bryg. Stanisław Burza-Karliński
- Aleksander Arkuszyński
- ks. dziekan Stanisław Socha
- o. Gracjan Kubica
- o. Andrzej Lemiesz SI
- Elżbieta Drexler-Wierzbowska
- ks. Remigiusz Wysocki
- Krystyna Stankiewicz
- Halina Kępińska-Bazylewicz
- Henryk Maciołek
- o. Ambroży (Mieczysław Piotr Wójcik)
- Stanisław Marcin Gąsior
- Zenon Bartczak
- kpt. John Benett (Jan Książczyk)[65]
- Zbigniew Skrzek[66]

### Prezydenci Piotrkowa Trybunalskiego
- Ludwik Morawski – 1865–1872
- Józef Jeziorański – 1872–1873
- Wasyli Kercelli – 1873–1887
- gen. Nikołaj Timirew – 1887–1890
- Henryk Strzałkowski – 1890–1892
- Gustaw Brokowski – 1892–1900
- Kazimierz Sobieszczański – 1900–1911
- Ludomir Russocki – 1911–1912
- Mieczysław Łupiński – 1913–1914[67]
- Jan Bieńkowski – 13 sierpnia–28 września 1914
- Eugeniusz Bieganowski – 28 września–15 października 1914
- Felicjan Kępiński – 15 października 1914–przed 4 stycznia 1915
- Ludwik Krzemieniewski – przed 4 stycznia–25 stycznia 1915
- Jan Bieńkowski – od 25 stycznia 1915
- Kazimierz Rudnicki – 4 stycznia 1917 – 4 września 1917[68]
- Bolesław Nowicki – 4 września 1917–1919
- Jan Wallas – 1919–1925
- Kazimierz Szmidt – 1925 – 10 czerwca 1931
- Bronisław Jabłoński – 1931–1933
- Ignacy Bujnicki – 1933–1935 (tymczasowy)
- Stefan Fiszer – luty 1935–1939[69]
- Alojzy Grodzki – 22 lutego 1945 – 7 lipca 1945
- Ignacy Kujawski – 7 lipca 1945 – 19 maja 1948
- Czesław Pabisiak – 19 maja 1948-czerwiec 1950[70]

W latach 1950–1975 urząd prezydenta został zastąpiony przez prezydium rady narodowej.
- Wacław Wroński – 1973–1975 jako naczelnik miasta
- Antoni Sokalski – 1976–1981
- Waldemar Kelm – 1981–1982
- Henryk Artowicz – 1982–1985
- Stanisław Kwapiński – 1985–1990
- Zbigniew Podlewski – 1990
- Michał Rżanek – 1990–1996
- Andrzej Pol – 1996–2002
- Waldemar Matusewicz – 2002–2006
- Krzysztof Chojniak – 2006–2024
- Juliusz Wiernicki – od 2024

### Posłowie z Piotrkowa Trybunalskiego (okręg wyborczy)
- Krzysztof Ciecióra (PiS)
- Dariusz Klimczak (PSL-TD)
- Grzegorz Lorek (PiS)
- Antoni Macierewicz (PiS)
- Anna Milczanowska (PiS)
- Paweł Sałek (PiS)
- Robert Telus (PiS)
- Adrian Witczak (KO)
- Bogusław Wołoszański (KO)

## „Filmowy Piotrków”

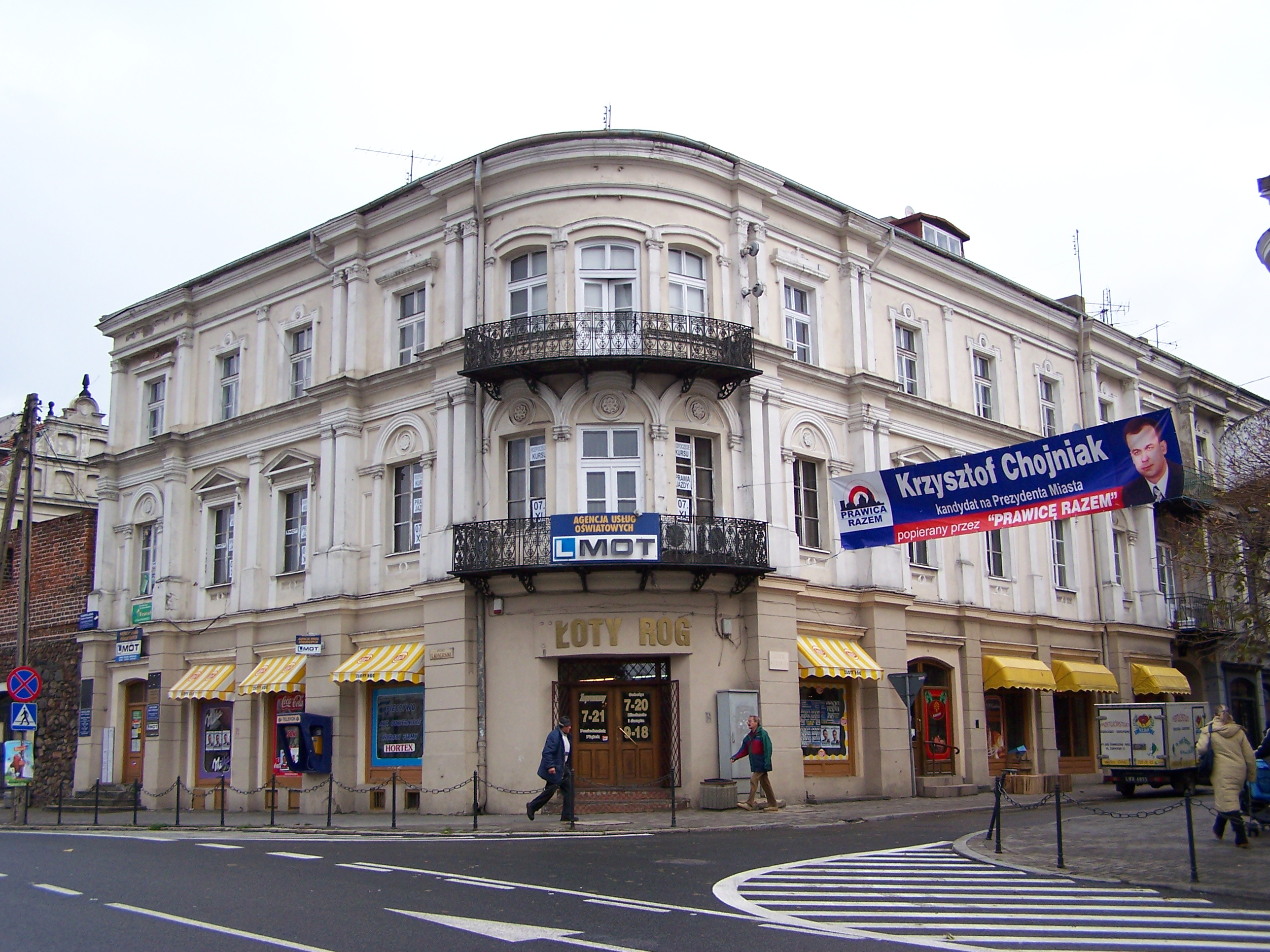
Kamienica narożna, tzw. „Złoty Róg”, na piotrkowskiej starówce – „zagrała” Dom Bankowy Kramera w komedii Vabank

W ciągu ostatnich kilkudziesięciu lat miasto było miejscem pracy wielu ekip filmowych, które realizowały filmy.

### Filmy kręcone w Piotrkowie Trybunalskim
- Ewa chce spać (1957, reż. Tadeusz Chmielewski)
- Życie raz jeszcze (1964, reż. Janusz Morgenstern)
- Święta wojna (1965, reż. Julian Dziedzina, Dariusz Goczał)
- Niedziela sprawiedliwości (1965, reż. Jerzy Passendorfer)
- Cyrograf dojrzałości (1967, reż. Jan Łomnicki)
- Jak daleko stąd, jak blisko (1971, reż. Tadeusz Konwicki)
- Nie zaznasz spokoju (1977, reż. Mieczysław Waśkowski)
- Vabank (1981, reż. Juliusz Machulski)
- Jan Serce (1981, reż. Radosław Piwowarski)
- Akademia pana Kleksa (1983, reż. Krzysztof Gradowski)
- Misja specjalna (1987, reż. Janusz Rzeszewski)
- Nowy Jork, czwarta rano (1988, reż. Krzysztof Krauze)
- Biesy (1988, reż. Andrzej Wajda)[72]
- Opowieść Harleya (1987, reż. Wiesław Helak)
- Psy (1992, reż. Władysław Pasikowski)
- Uprowadzenie Agaty (1993, reż. Marek Piwowski)
- Syzyfowe prace (1998, reż. Paweł Komorowski)
- Pan Tadeusz (1999, reż. Andrzej Wajda)
- Jakub kłamca (1999, reż. Peter Kassovitz)
- Przeprowadzki (2000, reż. Leszek Wosiewicz)
- Przedwiośnie (2001, reż. Filip Bajon)
- Masz na imię Justine (2005, reż. Franco de Pena)
- W ciemności (2011, reż. Agnieszka Holland)[73]
- 1920 Bitwa warszawska (2010, reż. Jerzy Hoffman)[74]
- Listy do M. 3 (2017, reż. Tomasz Konecki)
- Ultraviolet, sezon 2 (2019, reż. Jan Komasa, Sławomir Fabicki)

## Współpraca międzynarodowa

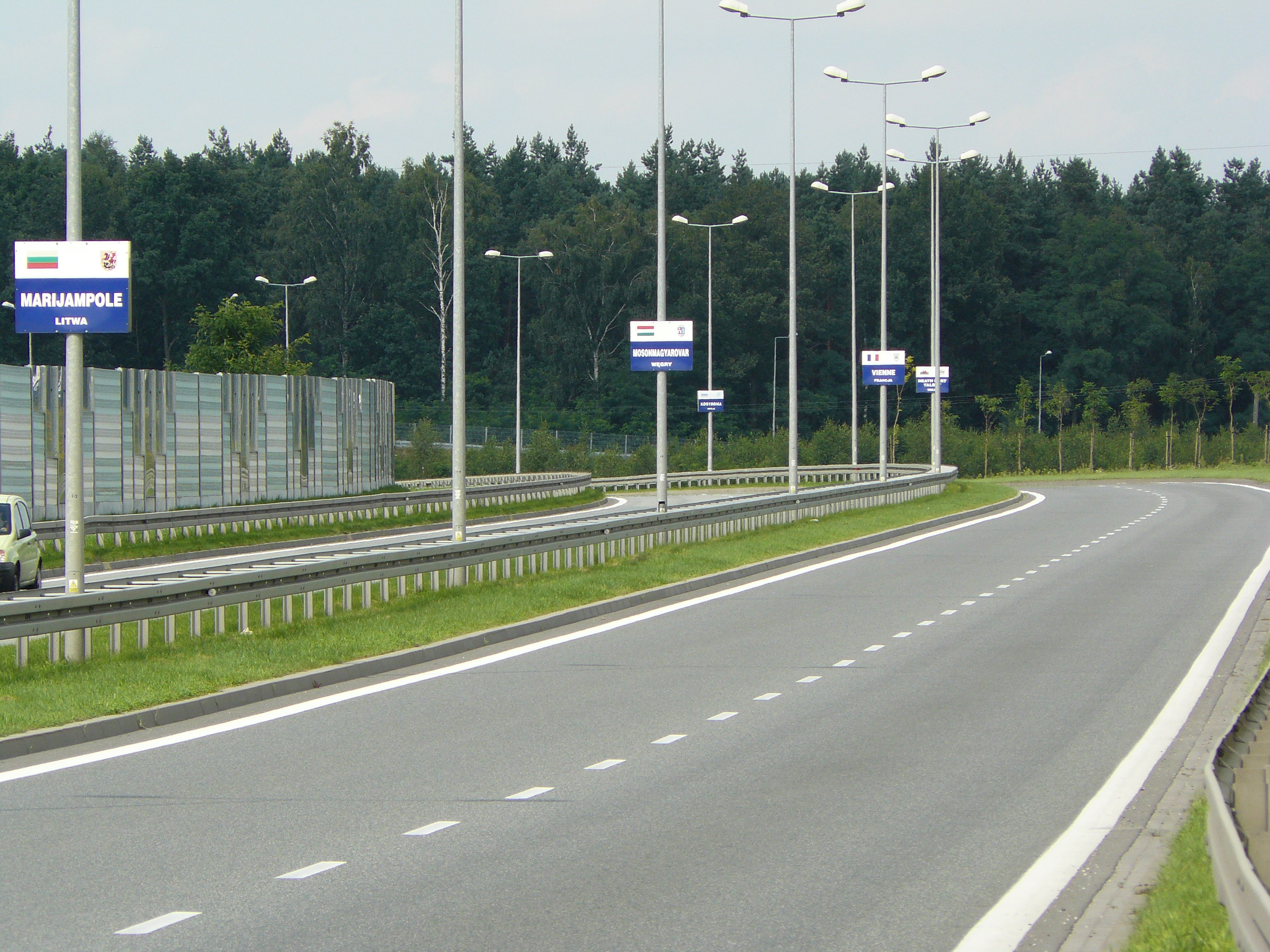
Ulica Miast Partnerskich będąca jednocześnie wschodnią obwodnicą miasta

Współpraca zagraniczna Piotrkowa Trybunalskiego obejmuje przede wszystkim płaszczyznę kulturalną, oświatową, naukową, gospodarczą czy sportową ze swoimi miastami partnerskimi, z którymi miasto podpisało umowę o współpracy oraz z miastami zaprzyjaźnionymi.
| Miasto            | Państwo         | Data podpisania umowy |
| ----------------- | --------------- | --------------------- |
| Esslingen         | Niemcy          | 25.09.1992            |
| Równe             | Ukraina         | 07.06.1997            |
| Velenje           | Słowenia        | 24.03.1998            |
| Mosonmagyaróvár   | Węgry           | 06.08.2001            |
| Mariampol         | Litwa           | 14.09.2002            |
| Vienne            | Francja         | 02.07.2005            |
| Neath Port Talbot | Wielka Brytania | 22.09.2007            |
| Ness Cijjona      | Izrael          | 12.09.2016            |

| Miasto   | Państwo  |
| -------- | -------- |
| Udine    | Włochy   |
| Schiedam | Holandia |
| Žagubica | Serbia   |